# Allosaurus
Vous lisez un « bon article » labellisé en 2010.
Pour l’article ayant un titre homophone, voir Halosaurus.
Sous-famille
Genre
Espèces de rang inférieur
- A. fragilis (type) Marsh, 1877
- A. europaeus Mateus et al., 2006
- A. jimmadsenni Chure & Loewen, 2020
- A. anax Danison et al., 2024

Synonymes
Allosaurus, également francisé allosaure, est un genre fossile de grands dinosaures théropodes ayant vécu durant les étages Kimméridgien et Tithonien du Jurassique supérieur, il y a entre 155 et 145 millions d’années, dans ce qui sont actuellement l'Amérique du Nord et l'Europe. Le nom générique du taxon signifie littéralement « lézard différent », faisant allusion à ses vertèbres concaves uniques observées au moment de sa découverte. Les premiers restes fossiles pouvant être définitivement attribués à ce genre sont décrits en 1877 par le paléontologue américain Othniel Charles Marsh. Le genre a une taxonomie très complexe et comprend au moins trois espèces valides, dont la plus connue est A. fragilis. La majeure partie des restes d’Allosaurus proviennent de la formation de Morrison en Amérique du Nord, avec du matériel également connu de la formation de Lourinhã au Portugal. Pendant plus de la moitié du XXe siècle, l'animal était connu sous le nom d’Antrodemus, mais une étude des restes abondants de la carrière de dinosaures de Cleveland-Lloyd remet le nom d’Allosaurus au premier plan. Figurant parmi les premiers dinosaures théropodes bien connus, ce dernier attire l'attention en dehors des cercles paléontologiques.
Allosaurus figure parmi les plus grands prédateurs bipèdes de son temps. Son crâne est léger, robuste et équipé de dizaines de dents acérées et dentelées. L'animal mesure en moyenne 8,5 m de long chez A. fragilis, les plus gros spécimens étant estimés à 9,7 m de long. Par rapport à ses pattes larges et puissantes, ses mains à trois doigts sont petites et son corps est équilibré par une longue queue musclée. C'est le genre type de la famille des Allosauridae, des dinosaures théropodes appartenant au groupe des carnosauriens. Étant le grand prédateur le plus abondant de la formation de Morrison, Allosaurus se trouvait au sommet de la chaîne alimentaire et se nourrissait probablement de grands dinosaures herbivores contemporains, avec la possibilité de chasser d'autres prédateurs. Les proies potentielles incluent les ornithopodes, les stégosauridés et les sauropodes. Certains paléontologues interprètent Allosaurus comme ayant eu un comportement social coopératif et chassant en meute, tandis que d'autres pensent que les individus peuvent avoir été agressifs les uns envers les autres et que les congrégations de ce genre sont le résultat d'individus solitaires se nourrissant des mêmes carcasses.

## Historique des recherches

### Premières découvertes
L’histoire de la découverte et des premières études sur l’allosaure a été rendue compliquée par la multiplicité de noms inventés au cours de la « Guerre des os » lors de la fin du XIXe siècle. Le premier fossile décrit à ce sujet était un os obtenu de seconde main par Ferdinand Vandeveer Hayden en 1869. Il venait de Middle Park, près de Granby, dans le Colorado, probablement de roches de la formation de Morrison. Les habitants considéraient ces os comme des « sabots pétrifiés de chevaux ». Hayden envoya l’os à Joseph Leidy, qui l’identifia comme étant la moitié d’une vertèbre caudale et il l’attribua provisoirement à un genre de dinosaures européens Poekilopleuron, créant ainsi Poicilopleuron (sic) valens. Plus tard, il décida qu’il méritait d’avoir son propre genre, qu'il érigea sous le nom d’Antrodemus.
La création du genre Allosaurus lui-même est basée sur une petite collection (YPM 1930) de fragments d’ossements contenant trois morceaux de vertèbres, un fragment de côte, une dent, un orteil et, plus utile pour les discussions qui survinrent plus tard, une diaphyse d’humérus droit (l’os du bras). Othniel Charles Marsh donna à ces restes le nom officiel d’Allosaurus fragilis en 1877. Allosaurus vient du grec ancien αλλος / allos, qui signifie « étrange » ou « différent » et σαῦρος / saûros, qui signifie « lézard » ou « reptile ». Il le nomma ainsi parce que ses vertèbres étaient différentes de celles des autres dinosaures connus au moment de sa découverte,. La dénomination spécifique fragilis est le mot latin pour « fragile », se référant aux caractéristiques de légèreté des vertèbres. Ces os avaient été recueillis dans la formation de Morrison, à Garden Park, au nord de Cañon City. Marsh et Edward Drinker Cope, qui étaient alors en rivalité, en vinrent à inventer plusieurs autres genres basés sur d’analogues rares pièces qui, plus tard, devaient figurer dans la taxinomie d’Allosaurus. Il s’agit notamment des genres Creosaurus et Labrosaurus de Marsh et Epanterias de Cope.
Dans leur hâte, Cope et Marsh n’étudièrent pas toujours à fond leurs découvertes ou, plus couramment, celles faites par leurs subordonnés. Par exemple, après la découverte par Benjamin Mudge du spécimen type d’Allosaurus dans le Colorado, Marsh choisit de concentrer ses travaux dans le Wyoming et, lorsqu’il reprit ses recherches à Garden Park en 1883, M.P. Felch trouva un squelette presque complet et plusieurs squelettes partiels d’Allosaurus. En outre, l’un des collecteurs de Cope, H.F. Hubbell, qui en avait trouvé un spécimen dans la région de Como Bluff au Wyoming en 1879, n’avait apparemment pas mentionné cette découverte intégrale, et Cope ne put ainsi jamais le déballer. Au moment de son déballage en 1903 (plusieurs années après la mort de Cope), on découvrit ainsi l’un des spécimens les plus complets de théropodes alors connus et, en 1908, le squelette, désormais catalogué AMNH 5753, fut exposé à la vue du public. Ce squelette est celui de célèbre montage d’un Allosaurus surplombant un squelette partiel d’Apatosaurus comme s’il le dévorait, et illustré en tant que tel par Charles R. Knight. Bien que remarquable, ce premier montage sur pied d’un dinosaure théropode, souvent illustré et photographié, ne fut jamais scientifiquement décrit.
La multiplicité des noms donnés au début de ces découvertes compliqua plus tard la recherche, la situation s’étant encore aggravée par les descriptions laconiques fournies par Marsh et Cope. Même à l’époque, des auteurs comme Samuel Wendell Williston estimaient qu’on leur avait attribué trop de noms différents. Williston fait remarquer par exemple, en 1901, que Marsh n’avait jamais été en mesure de bien distinguer Allosaurus et Creosaurus. On doit la première tentative importante pour résoudre cette situation compliquée à Charles W. Gilmore en 1920. Il en vint à la conclusion que la vertèbre caudale ayant servi à Leidy à créer le genre Antrodemus ne se distinguait pas de celles d’un Allosaurus, et que l’on devait préférer utiliser le nom Antrodemus ayant la priorité selon le principe d’antériorité. Antrodemus devint ainsi le nom pour ce genre pendant plus de cinquante ans, jusqu’à ce que James Madsen publie son ouvrage sur les spécimens de Cleveland-Lloyd et conclut que l’on devait utiliser Allosaurus plutôt qu’Antrodemus du fait que ce dernier était basé sur un matériel réduit, les éléments diagnostiques et la localité de découverte faisant défaut (par exemple, la formation géologique d’où provient le seul os d’Antrodemus est inconnue). Antrodemus a été utilisé de manière informelle pour plus de commodité pour distinguer entre le crâne restauré par Gilmore et le crâne composite restauré par Madsen.

### Les découvertes de Cleveland-Lloyd

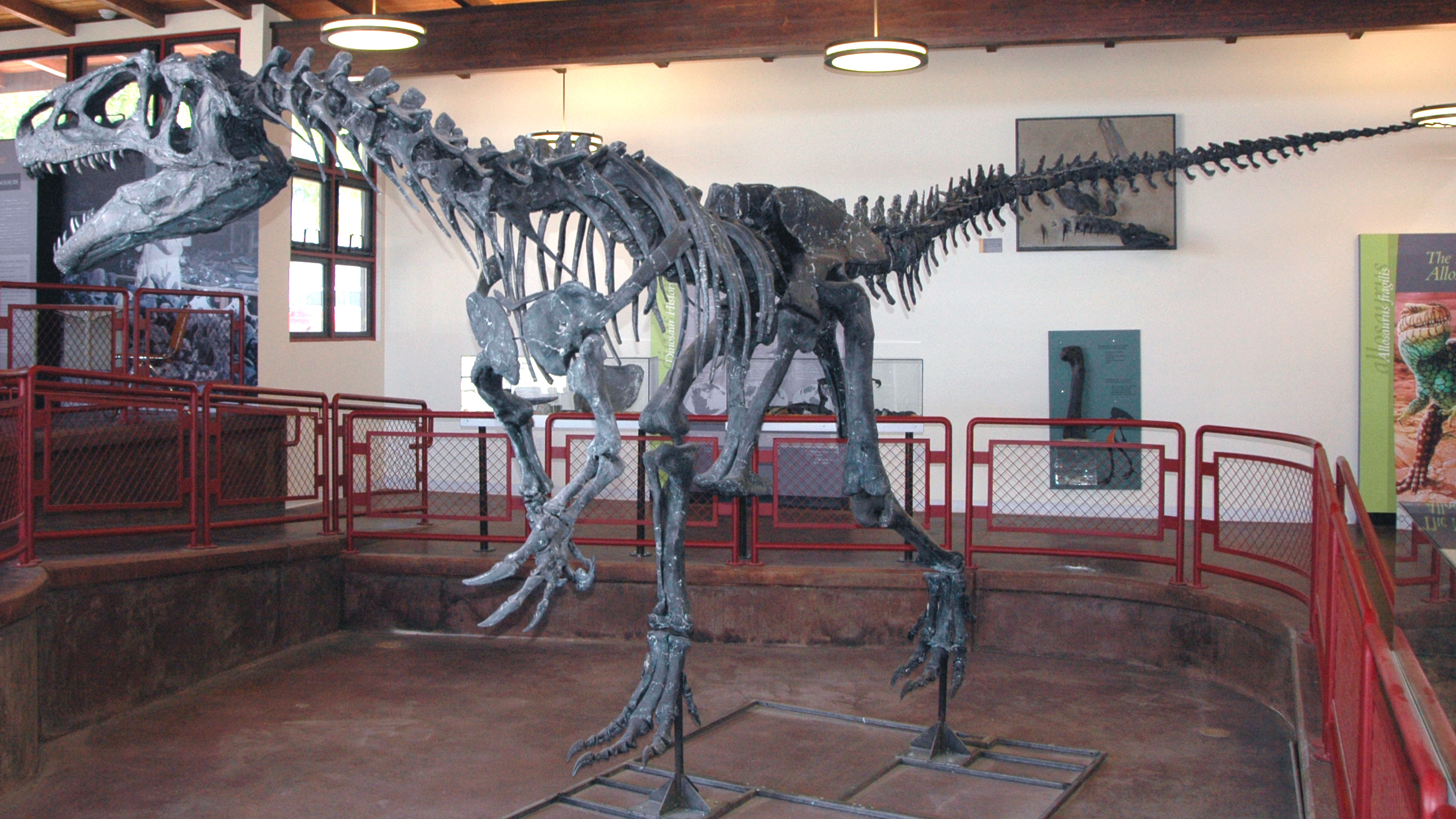
Squelette d'un A. fragilis exposée au musée de la carrière de dinosaures de Cleveland-Lloyd, dans l'Utah.

Bien que des travaux sporadiques dans ce qu’on a appelé depuis la carrière de dinosaures de Cleveland-Lloyd dans le comté d’Emery, dans l’Utah, aient eu lieu dès 1927 et que le site fossilifère ait été lui-même décrit par William Lee Stokes en 1945, les grandes recherches ne commencèrent véritablement qu’à partir de 1960. Grâce à une collaboration impliquant près de 40 institutions, des milliers d’ossements purent ainsi être récupérés durant les cinq années qui suivirent. La carrière est marquée par la prédominance de restes d’Allosaurus, la qualité des découvertes et l’incapacité d’expliquer scientifiquement ces présences en ce lieu. La majorité des os appartient à Allosaurus fragilis (on estime avoir trouvé les restes d’au moins 46 A. fragilis sur un minimum de 73 dinosaures), et les ossements n’étant pas reliés les uns aux autres sont mélangés. Près d’une douzaine articles scientifiques ont été écrits sur la taphonomie du site, fournissant de nombreuses explications contradictoires sur sa formation. On eut ainsi suggéré que les animaux auraient pu s’enliser dans un marécage et rester coincés dans la boue, mourir de soif autour d’une mare sans eau par suite de sécheresse, ou s’être trouvés piégés dans un étang. Quelle que soit l’origine du site, la grande quantité de restes d’Allosaurus bien conservés a permis à ce genre d’être étudié en détail, ce qui en fait un des genres les mieux connus parmi les théropodes. Les ossements de la carrière appartiennent à des individus de presque tous les âges et de toutes les tailles, de moins de 1 m à 12 m de long, et la séparation des os est un avantage pour leur description, les os se trouvant habituellement soudés. En raison du fait qu'il s'agit de l'une des deux carrières de fossiles de l'Utah où de nombreux spécimens d’Allosaurus ont été découverts, ce dinosaure est désigné fossile d'État de l'Utah en 1988.

### Travaux récents: des années 1980 à aujourd’hui
Après la publication de la monographie de Madsen, les études sur les sujets paléobiologiques et paléoécologiques concernant la vie d’Allosaurus ont connu une vaste expansion. Ces études portèrent sur des sujets aussi divers que le squelette, la croissance,, la structure du crâne, les méthodes de chasse, le cerveau, les possibilités de vie grégaires et les soins parentaux. Une nouvelle analyse des premiers fossiles trouvés (en particulier des grands allosaures),, de nouvelles découvertes au Portugal et les découvertes de plusieurs nouveaux spécimens très complets,, ont également contribué à l’amélioration des connaissances de ce théropode.

#### «Big Al» et «Big Al II»

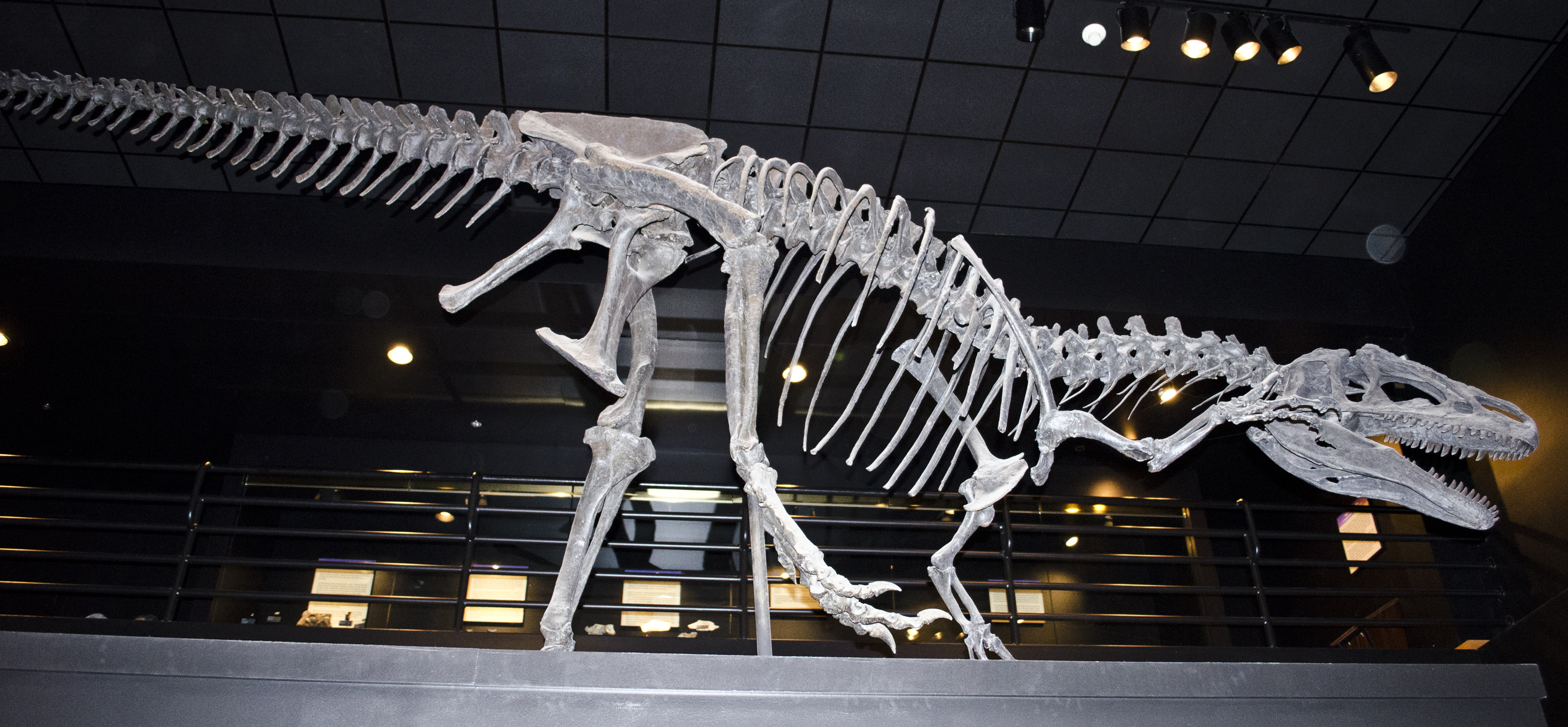
« Big Al », tel qu'il est exposée dans le Museum of the Rockies.

L’une des trouvailles les plus importantes sur le genre Allosaurus a été la découverte en 1991 de Big Al (MOR 693), un squelette complet à 95 %, partiellement articulé et qui mesure environ 8 m de long. MOR 693 fut excavé dans la carrière de Howe Ranch près de Shell, dans le Wyoming, par une équipe associant du personnel du musée des Rocheuses et du musée géologique de l’université du Wyoming. Ce squelette avait été préalablement découvert par une équipe suisse, conduite par Kirby Siber. La même équipe dégagea plus tard en 1996 un second Allosaurus, « Big Al II », qui est le squelette le mieux conservé du genre à ce jour. En 2020, ces deux spécimens sont vues comme faisant partie de l'espèce A. jimmadseni.
L’état de conservation de ce squelette presque complet lui valut une grande importance scientifique et le nom de Big Al : l’individu par lui-même était en dessous de la taille moyenne des A. fragilis et l’on pense qu’il pouvait s’agir d’un jeune ayant atteint 87 % de sa taille adulte. Le spécimen fut décrit par Breithaupt en 1996. Dix-neuf de ses os étaient brisés ou montraient des signes d’une infection qui pourrait avoir contribué à sa mort. Parmi les os atteints se trouvaient cinq côtes, cinq vertèbres et quatre os du pied ; plusieurs os endommagés montraient en outre des signes d’ostéomyélite. L’animal était probablement très gêné par l’infection au pied droit pour marcher et cela a peut-être aussi prédisposé l’autre pied à des blessures. L'infection aurait duré un certain temps, allant peut-être jusqu'à six mois,. « Big Al II » est également connu pour avoir de multiples blessures.

### Espèces

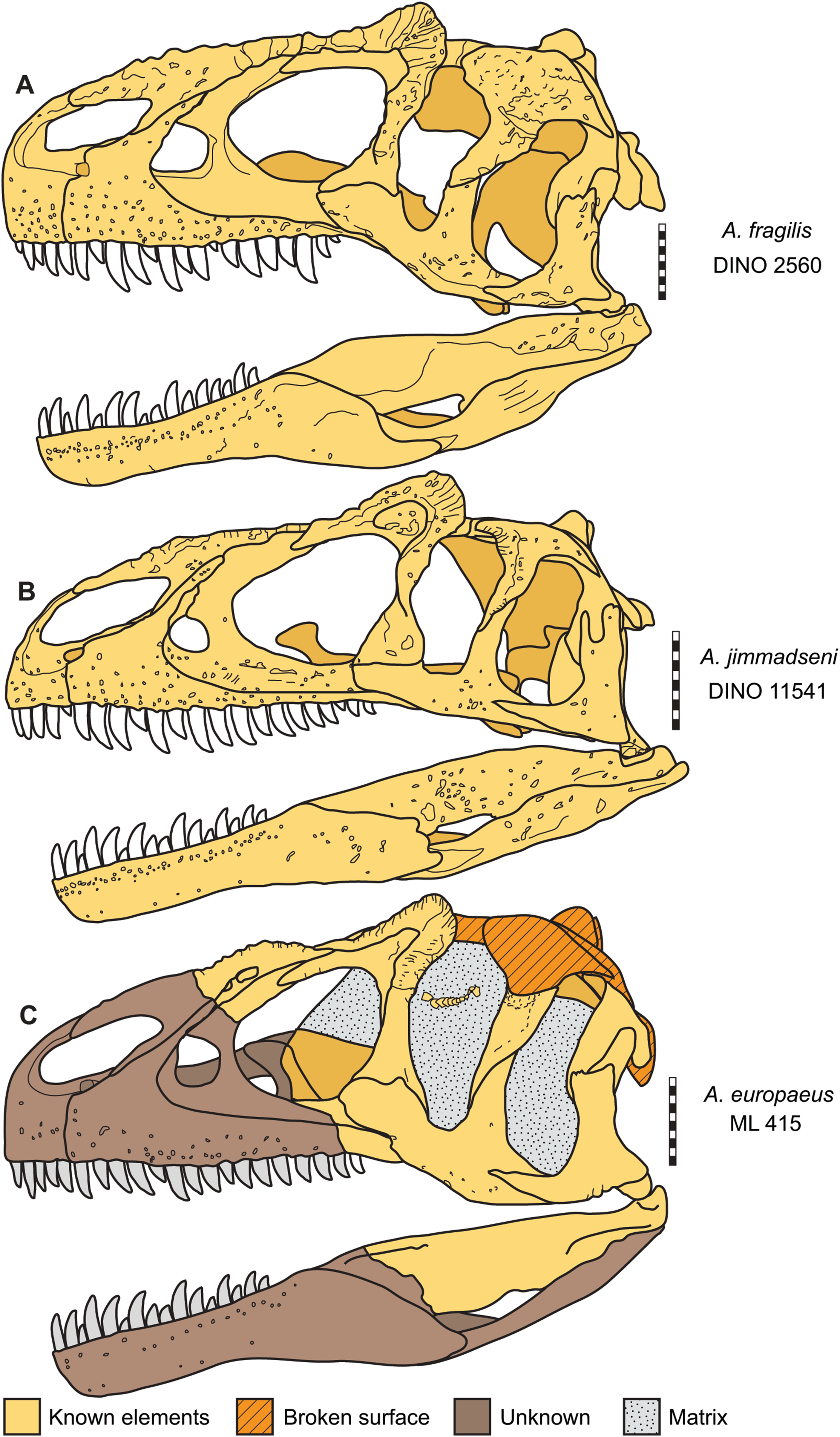
Schéma comparant les crânes des trois espèces reconnues : A. fragilis (A), A. jimmadseni (B) et A. europaeus (C).

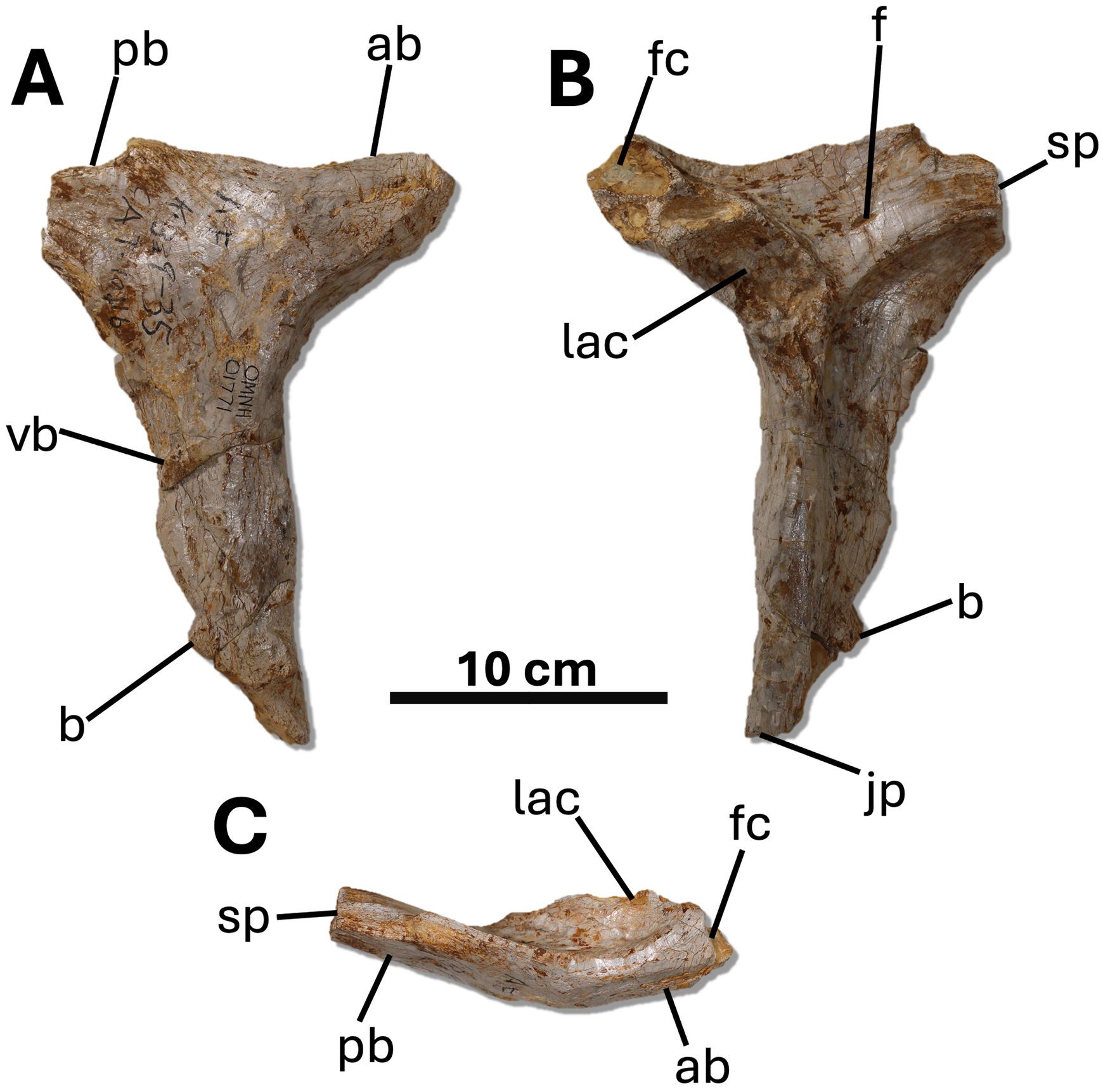
Os postorbitaire holotype d’A. anax.

Sept espèces d’Allosaurus ont été nommées : A. anax, A. amplus, A. atrox, A. europaeus, l’espèce type A. fragilis, A. jimmadseni, et A. lucasi. Parmi celles-ci, Daniel Chure et Mark Loewen reconnaissent en 2020 que les espèces A. fragilis, A. europaeus et la nouvelle espèce A. jimmadseni comme étant valides. Cependant, comme A. europaeus ne présente aucun caractère unique par rapport aux espèces nord-américaines, une réévaluation de sa validité est donc nécessaire,.
A. fragilis est l'espèce type du genre et fut nommée par Marsh en 1877. Il est connu grâce aux restes d'au moins soixante individus découverts dans les étages Kimméridgien à Tithonien du Jurassique supérieur de la formation de Morrison aux États-Unis, formation répartie sur les États du Colorado, Dakota du Sud, Montana, Nouveau-Mexique, Oklahoma, Utah et Wyoming. Les détails de l'humérus (haut du bras) d’A. fragilis ont été utilisés comme diagnostic parmi les théropodes de Morrison, mais A. jimmadseni indique que ce n'est plus le cas au niveau de l'espèce.
A. jimmadseni a été décrit scientifiquement sur la base de deux squelettes presque complets. Le premier spécimen à porter cette identification a été découvert au Dinosaur National Monument dans le nord-est de l'Utah, l'individu original « Big Al » étant ensuite reconnu comme appartenant à la même espèce,,,. Cette espèce diffère d’A. fragilis par plusieurs détails anatomiques, dont un jugal avec une marge inférieure droite. Les fossiles sont confinés au membre de Salt Wash de la formation de Morrison, A. fragilis n'étant trouvé que dans le membre supérieur du bassin de Brushy. L'épithète spécifique jimmadseni est nommé en l'honneur de Madsen, pour ses contributions apportées à la taxonomie du genre, notamment pour son article de 1976.
A. fragilis, A. jimmadseni, A. anax, A. amplus et A. lucasi ont toutes été nommées à partir de restes découverts dans les étages Kimméridgien à Tithonien du Jurassique supérieur de la formation de Morrison aux États-Unis, formation répartie sur les États du Colorado, Dakota du Sud, Montana, Nouveau-Mexique, Oklahoma, Utah et Wyoming. A. fragilis est considéré comme l’espèce la plus commune connue à partir des restes d’au moins soixante individus. Un débat existe depuis les années 1980 quant à la possibilité qu’il ait existé deux espèces communes d’Allosaurus dans la formation de Morrison, la seconde étant connue sous le nom d’A. atrox, quoique des travaux récemment publiés penchent en faveur d’une seule espèce, les différences observées dans le matériel de la formation de Morrison étant attribuées à des variations individuelles,. Une étude des éléments du crâne du site de Cleveland-Lloyd révèle de grandes variations entre les individus, remettant en question les distinctions antérieures au niveau des espèces basées sur des caractéristiques telles que la forme des cornes lacrymales et la différenciation proposée d’A. jimmadseni basée sur la forme du jugal. A. europaeus a été trouvé dans les couches du Kimméridgien du membre Porto Novo de la formation de Lourinhã, mais il pourrait s’agir de la même espèce qu’A. fragilis. L'espèce A. anax fut décrite et nommée en 2024 à partir de plusieurs fossiles représentant divers points du squelette, l'holotype étant un os postorbitaire catalogué OMNH 1771. Cette espèce se caractérise notamment par l'absence d'ornementation rugueuse sur le postorbitaire, la présence de vertèbres dorsales ayant des centra en forme de sablier et des foramens pneumatiques, suivis d'autres caractéristiques du postorbitaire, des vertèbres cervicales et du péroné. L'épithète spécifique vient du grec ancien ἄναξ / anax, voulant dire « roi », « seigneur » ou « chef de tribu », et se veut être une référence actualisée au genre de théropode douteux qu'est Saurophaganax, pour lequel les fossiles ont été précédemment attribués.
Du matériel d'allosaure provenant du Portugal a été signalé pour la première fois en 1999 sur la base du spécimen MHNUL/AND.001, un squelette partiel comprenant un os carré, des vertèbres, des côtes, des gastralia, des chevrons, une partie des hanches et des pattes. Ce spécimen a été attribué à A. fragilis, mais la découverte ultérieure d'un crâne et d'un cou partiels (ML 415) près de Lourinhã, dans le membre de Porto Novo du Kimméridgien de la formation de Lourinhã, a incité à nommer la nouvelle espèce A. europaeus par Octávio Mateus et ses collègues. L'espèce est apparue plus tôt dans le Jurassique qu’A. fragilis et diffère des autres espèces d’Allosaurus par les détails crâniens. Cependant, davantage de matériel pourrait montrer qu'il s'agit d’A. fragilis, comme décrit initialement.
La question des synonymes est rendue encore plus compliquée par le fait que le spécimen type d’A. fragilis (YPM 1930) est très fragmentaire, composé de quelques vertèbres incomplètes, de fragments d’os des membres, de fragments de côtes et d’une dent. Pour cette raison, plusieurs scientifiques estiment que le spécimen type, et donc le genre Allosaurus lui-même ou au moins l'espèce A. fragilis, est techniquement un nomen dubium (« nom douteux »), basé sur un échantillon trop incomplet pour le comparer avec d’autres spécimens à classer. Pour tenter de remédier à cette situation, Gregory S. Paul et Kenneth Carpenter ont présenté en 2010 une pétition à la CINZ pour voir le nom d’A. fragilis transféré officiellement à un spécimen plus complet (USNM 4734) en tant que néotype. Cette demande est officiellement ratifiée le 29 décembre 2023 par les membres de la même commission.

### Synonymes

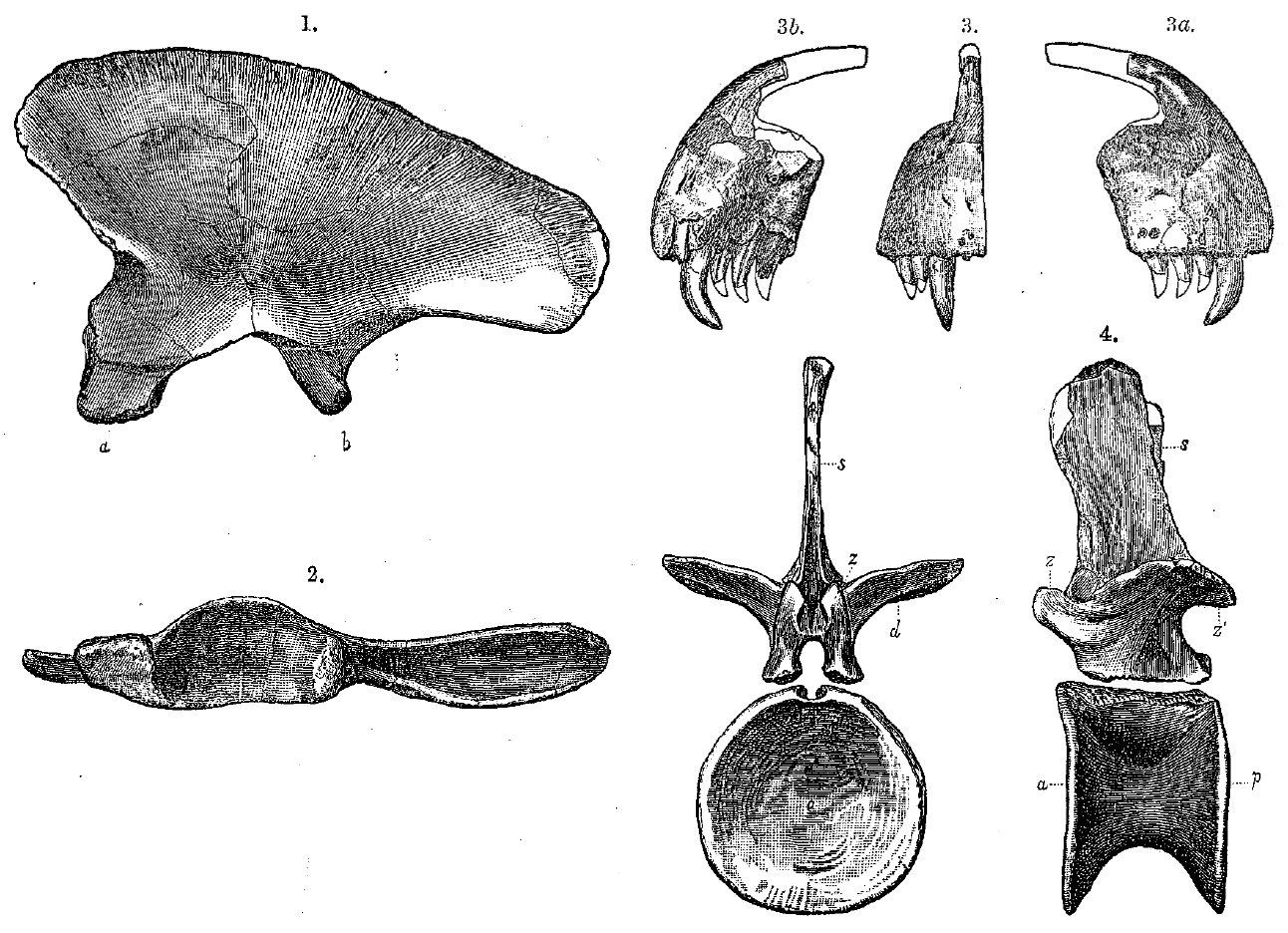
Matériel holotype de Creosaurus atrox.

Les genres Antrodemus, Creosaurus, Epanterias et Labrosaurus sont considérés comme des synonymes juniors probables d’Allosaurus. La plupart des espèces étant considérées comme synonymes d’A. fragilis ou ayant été classées par erreur dans ce genre sont mal connues et leur connaissance ne repose que sur quelques fragments d’os. Une exception toutefois pour Labrosaurus ferox, nommé ainsi en 1884 par Marsh en étudiant une portion de mandibule de forme étrange avec un espace important entre les dents au niveau de l’extrémité de la mâchoire et une section arrière considérablement élargie et tombante. Des études ultérieures ont suggéré que l’os était probablement pathologique, résultant d’une blessure subie de son vivant par l’animal, et la partie à la forme inhabituelle de l’arrière de l’os serait due à la reconstruction en plâtre. On considère maintenant qu’il s’agit d’un exemplaire d’A. fragilis.
Dans son livre de 1988, Predatory Dinosaurs of the World, Paul propose qu’A. fragilis avait de grandes cornes pointues et une silhouette élancée par rapport à une deuxième espèce postulée, A. atrox, en plus de ne pas représenter un individu de sexe différent en raison de la rareté. A. atrox a été nommé à l'origine par Marsh en 1878 comme l'espèce type de son propre genre, Creosaurus, et est basé sur le spécimen YPM 1890, un assortiment d'os comprenant quelques morceaux du crâne, des portions de neuf vertèbres caudales et deux vertèbres de la hanche, un ilium et des os de la cheville et du pied. Bien que l'idée de deux espèces communes d'allosaures au sein de formation de Morrison ait été suivie dans certains ouvrages semi-techniques et populaires, la thèse de 2000 sur les Allosauridae note que Charles Gilmore a reconstruit par erreur le spécimen USNM 4734 comme ayant un crâne plus court que les spécimens référés par Paul à A. atrox, réfutant les différences supposées entre USNM 4734 et les spécimens putatifs d’A. atrox comme DINO 2560, AMNH 600 et AMNH 666.
Le terme Allosaurus agilis, vu dans les travaux de Zittel (1887), et Osborn (1912), est une erreur typographique d’A. fragilis. Allosaurus ferox est une erreur typographique de Marsh pour A. fragilis dans la légende d'une figure pour le crâne partiel du spécimen YPM 1893, avant que ce même spécimen ne soit traité comme un spécimen d’A. fragilis. De même, Labrosaurus fragilis est une erreur typographique de Marsh (1896) pour Labrosaurus ferox. A. whitei est un nomen nudum proposé par Pickering en 1996 pour les spécimens complets d’Allosaurus auxquels Paul faisait référence à A. atrox.
Le nom générique Madsenius est érigée par David Lambert en 1990, étant basé sur des restes du Dinosaur National Monument attribués à Allosaurus ou à son synonyme Creosaurus, et devait être décrit par le paléontologue Robert Bakker comme Madsenius trux. Cependant, Madsenius est maintenant considéré comme un autre synonyme d’Allosaurus parce que la décision de Bakker repose sur l'hypothèse erronée selon laquelle le spécimen USNM 4734 serait distinct des allosaures aux longs museaux en raison d'erreurs dans la reconstruction par Gilmore de ce spécimen publiée en 1920.
Wyomingraptor est érigé de manière informelle par Bakker pour les restes d'allosauridés de la formation de Morrison. Les restes découverts sont désignés comme Allosaurus et sont conservés au Tate Geological Museum. Cependant, comme aucune description officielle des restes de Wyomingraptor n'a été publiée, il est vu comme un nomen nudum, les restes étant attribués à Allosaurus,,.

### Espèces et fossiles anciennement attribués

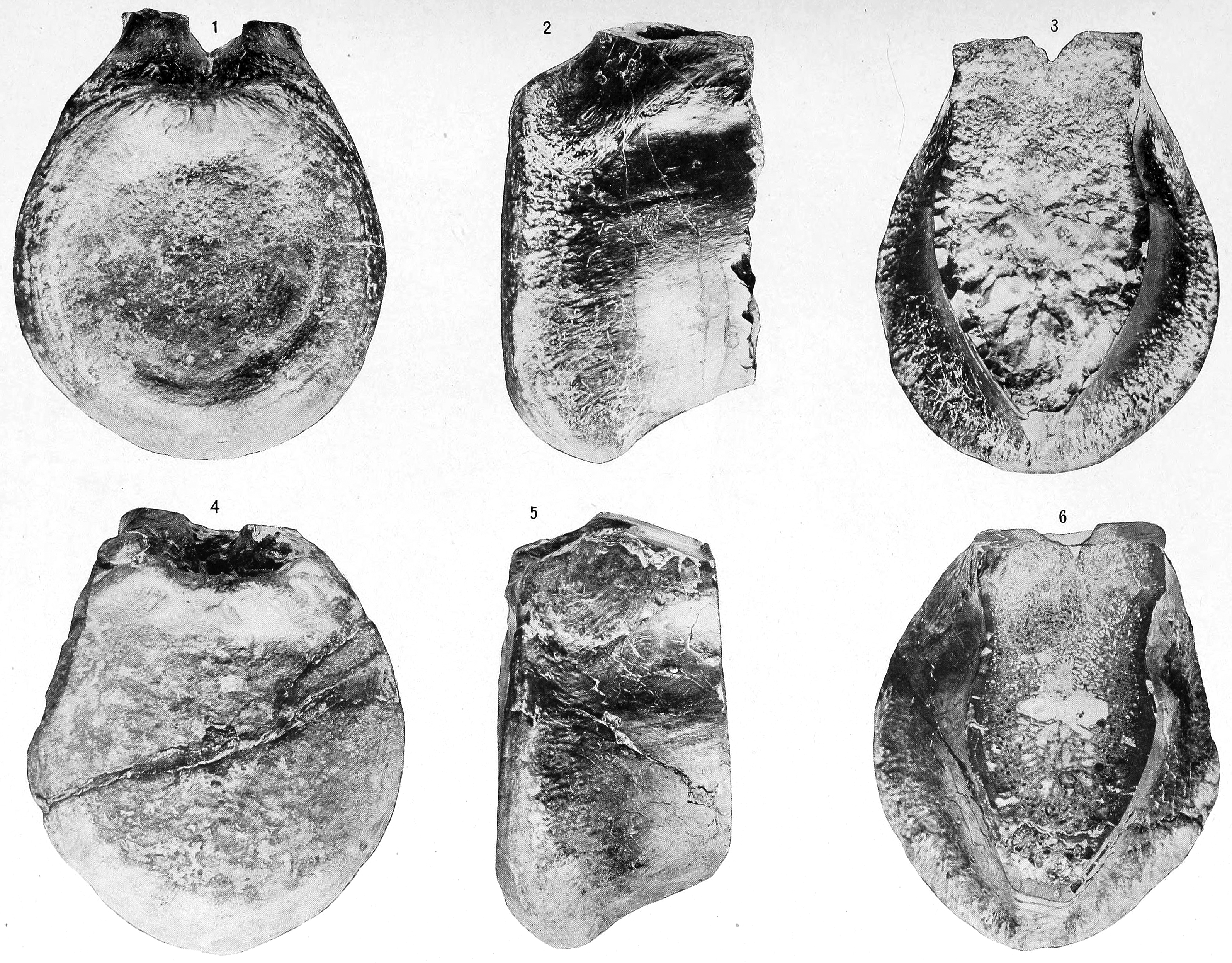
Vertèbre caudale holotype d’Antrodemus (ci-dessus), comparée à celle d’Allosaurus (ci-dessous).

Plusieurs espèces anciennement classées ou référées à Allosaurus n'appartiennent désormais plus au genre. A. medius est nommé par Marsh en 1888 sur la base de divers spécimens provenant de la formation d'Arundel du Crétacé inférieur du Maryland, bien que la plupart des restes sont attribués par Richard Swann Lull à la nouvelle espèce d'ornithopode Dryosaurus grandis, à l'exception d'une dent. Il est transféré vers Antrodemus par Oliver Perry Hay en 1902, mais ce dernier précise plus tard qu'il s'agit d'une erreur inexplicable de sa part. Gilmore considère la dent comme non diagnostique mais le transfère vers Dryptosaurus, sous le nom de D. medius. Cette attribution n'est pas acceptée dans l'examen le plus récent des tétanurés basaux, et Allosaurus medius est simplement répertorié comme une espèce douteuse de théropode. Ce dernier peut être néanmoins apparentée à Acrocanthosaurus.
Allosaurus valens est une nouvelle combinaison pour Antrodemus valens utilisée par Friedrich von Huene en 1932, ce dernier pouvant également être un synonyme d’A. fragilis, tout comme Gilmore le suggère en 1920.
A. lucaris, un autre nom provenant de Marsh, est attribué à un squelette partiel en 1878. Il décide ensuite de le déplacer dans son propre genre, Labrosaurus, mais cela n'a pas été accepté, et A. lucaris est également considéré comme un autre spécimen d’A. fragilis. A. lucaris est connu principalement à partir des vertèbres, partageant des caractères avec Allosaurus. Paul et Carpenter déclare que le spécimen type de cette espèce, est YPM 1931, serait plus jeune qu’Allosaurus et pourrait représenter un genre différent. Cependant, ils constatent que le spécimen n'est pas diagnostique et qu’A. lucaris est donc un nomen dubium.
A. sibiricus est décrit en 1914 par Anatoly Nikolaïevitch Riabinine sur la base d'un os, identifié plus tard comme un quatrième métatarsien partiel, datant du Crétacé inférieur de Bouriatie, en Russie. Il est par la suite transféré à Chilantaisaurus en 1990, mais est maintenant considéré comme un nomen dubium indéterminé au-delà de Theropoda.
A. meriani est une nouvelle combinaison de George Olshevsky pour Megalosaurus meriani, un nom d'abord proposée par Jean-Baptiste Greppin en 1870, basée sur une dent datant du Jurassique supérieur de Suisse. Cependant, une révision de Ceratosaurus l'inclus sous le nom de Ceratosaurus sp..
Apatodon mirus, basé sur un morceau de vertèbre auquel Marsh pensait d'abord être une mâchoire provenant d'un mammifère, a été répertorié comme synonyme d’A. fragilis,. Cependant, il est considéré comme indéterminé au-delà du taxon Dinosauria par Chure, et Mickey Mortimer pense que la synonymie d’Apatodon avec Allosaurus est due à la correspondance avec Ralph Molnar de John McIntosh, dans laquelle ce dernier aurait trouvé un article disant que Marsh admettait que l'holotype d’Apatodon était en fait une vertèbre dorsale d'un allosauridé.
A. amplexus est nommé par Paul pour les restes d'allosaures géants de Morrison et inclus dans sa conception Saurophagus maximus (plus tard renommé Saurophaganax). A. amplexus est initialement érigée par Cope en 1878 comme espèce type de son nouveau genre Epanterias, et est basé sur ce qui est maintenant catalogué AMNH 5767, des parties de trois vertèbres, une coracoïde et un métatarsien. À la suite des travaux de Paul, cette espèce a été acceptée comme un synonyme d’A. fragilis. En 2010, Paul et Carpenter indique cependant qu’Epanterias est temporellement plus jeune que le spécimen de type d’A. fragilis, il s'agit donc au minimum d'une espèce distincte.
A. maximus était une nouvelle combinaison de David K. Smith pour Saurophaganax, un taxon érigé par Chure en 1995 pour les restes de grands allosauridés de Morrison de l'Oklahoma. Ces restes étaient connus sous le nom de Saurophagus, mais ce nom étant déjà utilisé, cela conduisit Chure à proposer un substitut. Smith, dans son analyse de variation de 1998, conclu que S. maximus n'était pas suffisamment différent d’Allosaurus pour constituer un genre distinct, mais garantissait sa propre espèce, A. maximus. Cette réaffectation a été rejetée dans une revue des tétanoures basaux. Une réévaluation publiée en 2024 du matériel fossile alors attribué à Saurophaganax révèle que l'arc neural holotype de ce taxon ne peut pas être attribué avec certitude à un théropode, et qu'il présente même certaines similitudes avec les sauropodes. D'autres os autrefois attribués à Saurophaganax ont d'ailleurs été attribués à des sauropodes de la famille des diplodocidés. Les fossiles de théropodes anciennement attribués à ce genre ont été déplacés vers une nouvelle espèce d’Allosaurus nommé A. anax.
Il existe également plusieurs espèces issues des synonymisations de Creosaurus et Labrosaurus avec Allosaurus. Creosaurus potens est nommé par Lull en 1911 pour une vertèbre du Crétacé inférieur du Maryland. Le taxon est désormais considéré comme un théropode douteux. Labrosaurus stechowi, décrit en 1920 par Janensch sur la base de dents isolées de type Ceratosaurus provenant des lits de Tendaguru en Tanzanie, fut répertorié par Donald F. Glut comme espèce d’Allosaurus, mais est depuis considéré comme un cératosaurien douteux apparenté à Ceratosaurus,.

## Description

### Taille

Tailles de différentes espèces d’Allosaurus, comparées à celles d’un humain.

Allosaurus est typique d'un grand théropode : se déplaçant sur ses pattes arrière, il avait une longue tête aplatie transversalement portée par un cou court, une longue queue qu’il tenait horizontalement et des membres antérieurs réduits. A. fragilis, l’espèce la mieux connue, mesurait en moyenne 8,5 m de long pour une masse corporelle de 1,7 tonnes, ; AMNH 680, le plus grand spécimen attesté d’Allosaurus, a une longueur estimée à 9,7 m pour un poids supposé de 2,3 tonnes,. Dans sa monographie de 1976 sur Allosaurus, Madsen, se basant sur la taille d’une série d’os, conclut qu’il aurait atteint une longueur maximale de 12 à 13 m. En général, les estimations de poids des dinosaures sont discutables et depuis 1980, différentes estimations du poids de l’allosaure ont été avancées : 1 500 kg, 1 010 kg ou même une fourchette allant de 1 000 à 4 000 kg. Il s’agit là de poids moyens d’adultes et non de poids maximum. John R. Foster, spécialiste de la formation de Morrison, en se basant sur des mesures de fémurs, pense que 1 000 kg est un poids raisonnable pour un spécimen adulte d’A. fragilis de grande taille, mais que 700 kg est une bonne estimation pour les individus de taille moyenne. En prenant comme exemplaire d’allosaure l’individu nommé « Big Al », depuis réassigné à A. jimmadseni, et en utilisant un modèle informatique, Karl Bates et ses collègues de l'université de Manchester sont arrivés à une estimation de 1 500 kg pour le poids de cet animal et, en faisant varier notamment le volume des os et l'espace entre les vertèbres, ont obtenu une estimation de poids comprise entre environ 1,4 et 2 tonnes. La taille d’A. europaeus est estimé à 7 m de long pour une masse corporelle environ 1 000 kg.

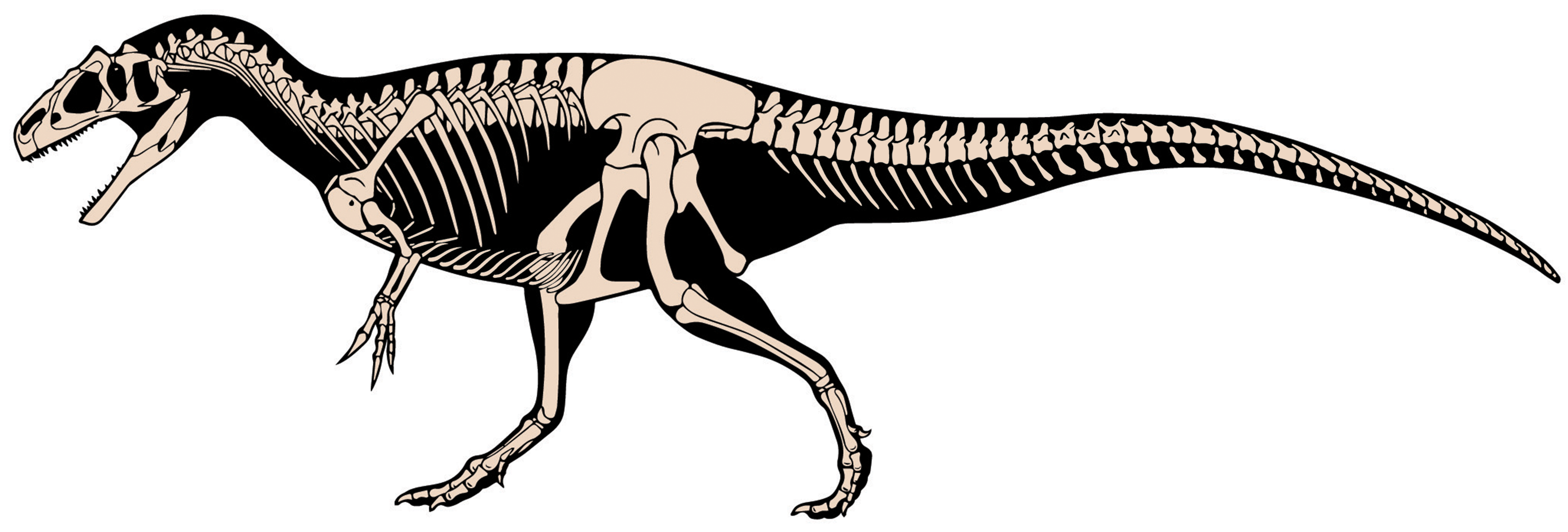
Reconstitution squelettique d’A. jimmadseni.

Plusieurs spécimens de grande taille considérés par certains chercheurs comme appartenant au genre Allosaurus pourraient vraisemblablement appartenir à d’autres genres. Le spécimen OMNH 1708, attribué au genre douteux Saurophaganax, aurait atteint 10,5 m de long, et son espèce unique a parfois été incluse dans le genre Allosaurus sous le nom d’A. maximus. Cependant, une étude publiée en 2024 en a conclu que certains matériaux attribués à Saurophaganax appartiennent en réalité à un sauropode de la famille des diplodocidés, le matériel étant attribué avec certitude aux Allosauridae s'avérant appartenir à une autre espèce d’Allosaurus, A. anax, la masse corporelle de cette espèce ayant été provisoirement estimée à environ 3,8 à 4,6 tonnes sur la base de matériel fossile fragmentaire. Un autre potentiel spécimen d’Allosaurus, ayant été considéré autrefois comme appartenant au genre Epanterias (AMNH 5767), aurait mesuré 12,1 mètres de longueur. Récemment dans la carrière de Peterson, un squelette partiel découverte dans les roches de Morrison du Nouveau-Mexique est celle d’un grand allosauridé précédemment suggéré comme appartenant à Saurophaganax.
David K. Smith, examinant les fossiles d’Allosaurus par carrière, découvre que les spécimens de la carrière de dinosaures de Cleveland-Lloyd de l’Utah sont généralement plus petits que ceux de Como Bluff au Wyoming ou de la carrière Dry Mesa de l'université Brigham Young dans le Colorado, mais les formes des os eux-mêmes ne varient pas entre les sites. Une étude ultérieure de Smith intégrant des spécimens de Garden Park du Colorado et du Dinosaur National Monument dans l’Utah ne trouve aucune justification pour plusieurs espèces basées sur la variation squelettique ; la variation du crâne étant la plus courante et graduelle, ce qui suggère que la variation individuelle en serait responsable. Des travaux plus approfondis sur les variations liées à la taille ne révèlent aucune différence cohérente, bien que le matériau Dry Mesa ait eu tendance à s'agglutiner sur la base de l'astragale, un os de la cheville. Kenneth Carpenter, en utilisant des éléments de crâne du site de Cleveland-Lloyd, trouve une grande variation entre les individus, remettant en question les distinctions antérieures au niveau d'espèce basées sur des caractéristiques telles que la forme des cornes, et la différenciation proposée d’A. jimmadseni basée sur la forme du jugal. En 2021, Ryosuke Motani suggère qu’Allosaurus serait aussi sexuellement dimorphe dans la largeur de la tête du fémur par rapport à sa longueur.

### Crâne

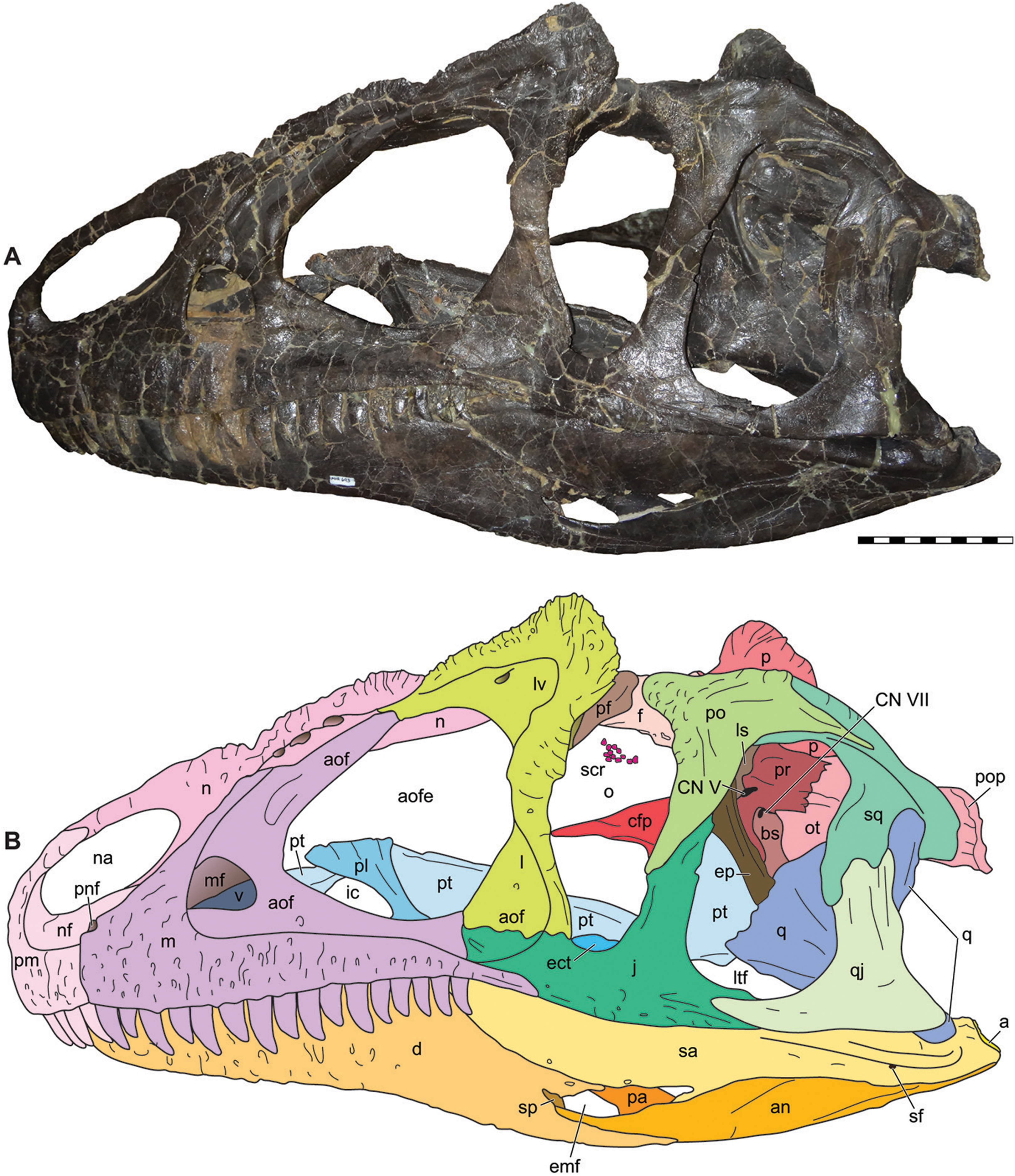
Crâne d’A. jimmadseni avec un diagramme mettant en évidence les os individuels.

La tête et les dents d’Allosaurus sont proportionnellement de taille modeste pour un théropode aussi grand. Paul donne une longueur de 845 millimètres pour la tête d’un individu dont il estime la taille à 7,9 mètres de long. Chaque prémaxillaire (l’os qui forme la pointe du museau), a cinq dents en forme de « D » et chaque maxillaire (l’os dentaire principal constituant la mâchoire supérieure) en a entre quatorze et dix-sept, le nombre de dents ne correspondant pas exactement à la taille de l’os. Chaque dentaire (ou mandibule, l’os portant les dents de la mâchoire inférieure) porte entre quatorze et dix-sept dents, avec un nombre moyen de seize. Ces dents longues, aplaties et crantées (dentition zyphodonte) devenaient plus courtes, plus étroites et plus courbées vers le fond de la gueule. Comme elles tombaient facilement et étaient remplacées en permanence, ce sont de nos jours des fossiles communs.
La tête a une paire de cornes au-dessus des yeux. Ces cornes étaient des extensions de l’os lacrymal et variaient en forme et en taille. Il y a aussi deux petites crêtes jumelles qui longent le bord supérieur de l’os nasal et qui aboutissent aux cornes. Cornes et crêtes étaient probablement recouvertes d’une gaine de kératine et avaient peut-être diverses fonctions, notamment la protection solaire des yeux, la parade et l’utilisation au combat contre d’autres membres de la même espèce,, même si elles étaient fragiles. Il y a aussi une crête sur la partie postérieure de la tête pour la fixation de muscles, ce qu’on voit également chez les tyrannosauridés.
L’intérieur de l’os lacrymal a une dépression qui aurait pu contenir des glandes, comme les glandes à sel. Les sinus maxillaires sont plus développés que ceux des premiers théropodes tels que Ceratosaurus et Marshosaurus, cela peut être lié à un meilleur sens de l’odorat, les sinus contenant probablement quelque chose comme l’organe de Jacobson. Le plafond de la boîte crânienne était mince, améliorant peut-être la thermorégulation du cerveau. Crâne et mandibule ont une articulation qui permettait des mouvements faciles entre ces deux parties. Dans la mâchoire inférieure, les os des moitiés avant et arrière sont faiblement articulés, permettant aux mandibules de se plier vers l’extérieur et d’augmenter la béance buccale de l’animal. La boîte crânienne et les os frontaux pourraient également avoir possédé une articulation.

### Squelette postcrânien

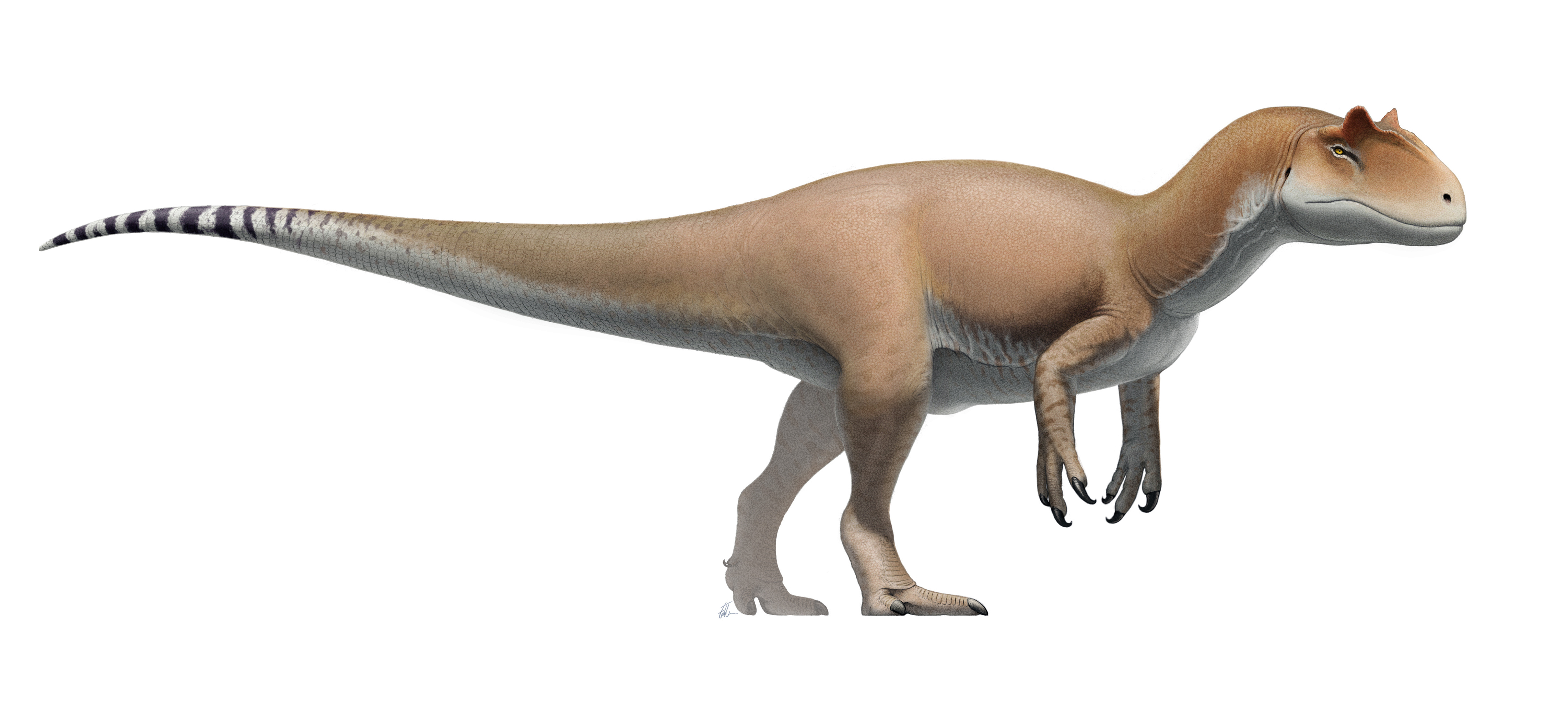
Reconstitution d’A. fragilis.

Allosaurus a neuf vertèbres cervicales, quatorze dorsales et cinq sacrées. Le nombre de vertèbres caudales est inconnu et varie avec la taille de l’individu ; Madsen estime ce nombre à environ 50, tandis que Paul propose 45 ou moins. Les vertèbres contiennent des cavités au niveau du cou et des premières dorsales. Ces cavités, présentes chez les théropodes modernes, les oiseaux, sont considérées comme ayant été des sacs aériens utilisés dans la respiration. La cage thoracique est large et lui donne un thorax en forme de tonneau, surtout en comparaison avec les théropodes moins évolués comme Ceratosaurus. Allosaurus a des gastralia (côtes abdominales), mais elles n’ont pas toujours été retrouvées et pouvaient être incomplètement ossifiées. Dans un cas publié, les gastralia présentent des signes de blessures survenues au cours de la vie. La furcula est également présente, mais cela n’a été connu qu’en 1996 ; dans certains cas, on a confondu la furcula avec des gastralia,. L’ilion, le principal os de la hanche, est massif, et le pubis a une saillie à l’extrémité antérieure qui a pu être utilisée à la fois pour la fixation de muscles et comme accessoire pour poser le corps sur le sol. Madsen note que, chez environ la moitié des individus provenant de la carrière à dinosaures de Cleveland Lloyd, indépendamment de la taille, les deux pubis ne sont pas fusionnés à leur extrémité antérieure. Il suggère, sans susciter d'intérêt de la part de ses collègues, que cela pouvait être une caractéristique sexuelle, l'absence de fusion des pubis pouvant faciliter la ponte.

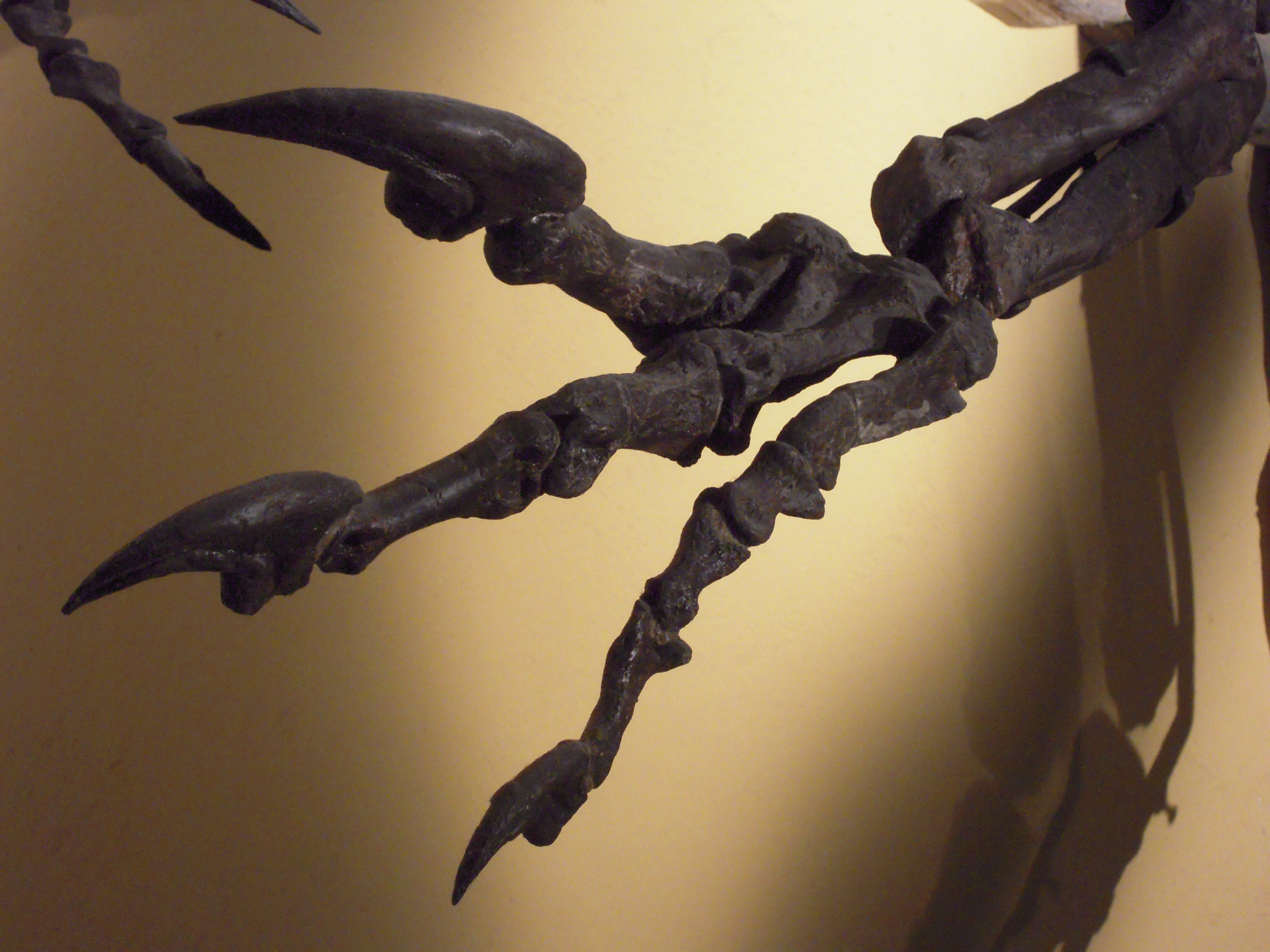
Doigts et griffes d’A. fragilis. Le pouce est en haut.

Les membres antérieurs d’Allosaurus, courts par rapport aux pattes postérieures (seulement 35 % environ de la longueur des membres postérieurs chez les adultes), comptent trois doigts par membre, terminés par de longues griffes fortement courbées, pouvant atteindre 15 cm. Ces membres sont puissants et l’avant-bras un peu plus court que le bras (rapport de 1,2 entre cubitus et humérus). Le poignet a un os du carpe rappelant celle d'un lunatum, qu'on retrouve également chez plusieurs théropodes plus dérivées comme les maniraptores. Parmi les trois doigts, le plus interne (ou pouce) est le plus grand, et est différenciés des deux autres. La formule phalangienne est 2-3-4-0-0, ce qui signifie que le doigt le plus interne a deux os, le suivant en a trois et le troisième en a quatre. Les jambes ne sont pas aussi longues ou adaptées à la vitesse que celles des tyrannosauridés et les griffes des orteils sont moins développées et plus en forme de sabot que celles des théropodes antérieurs. Chaque pied possède trois orteils supportant le poids du corps et un ergot interne, ce qui a suggéré à Madsen qu’il aurait pu être utilisé pour saisir les jeunes. Il y a aussi ce qui est interprété comme le reste d’un cinquième métatarsien (le plus à l’extérieur), peut-être utilisé comme levier entre le tendon d’Achille et le pied.

### Peau
Des impressions cutanées d’Allosaurus sont décrites. Une empreinte, provenant d'un spécimen juvénile, mesure 30 cm2 et est associée aux côtes dorsales antérieures et/ou à la région pectorale. L'empreinte montre de petites écailles mesurant 1 à 3 mm de diamètre. Une grande empreinte cutanée du spécimen « Big Al II », associée à la base de la queue, mesure 20 cm x 20 cm, et présente de grandes écailles mesurant jusqu'à 2 cm de diamètre. Cependant, il est noté que ces écailles ressemblent davantage à celles des sauropodes, et en raison de la présence de restes non théropodes associés à la queue de « Big Al II », il est possible que cette impression cutanée ne provienne pas d’Allosaurus.
Un autre fossile d’Allosaurus présente une empreinte cutanée au niveau de la mandibule, montrant des écailles mesurant 1 à 2 mm de diamètre. Le même fossile préserve également des empreintes cutanées de la face ventrale du cou, montrant de larges scutelles. Une petite empreinte cutanée provenant d'un crâne d’Allosaurus est rapportée, mais ne fut jamais décrite.

## Classification
Allosaurus est un allosauridé, un grand théropode du clade des Carnosauria. Le nom de famille Allosauridae a été créé à partir de ce genre en 1878 par Othniel Charles Marsh, mais le terme a été très peu utilisé jusque dans les années 1970 lui préférant celui de Megalosauridae, une autre famille de grands théropodes qui allait devenir un taxon « fourre-tout ». Ce point, ainsi que l’utilisation d’Antrodemus pour Allosaurus pendant la même période, est un point important lors de recherche d’informations sur le genre Allosaurus dans les publications qui ont précédé la monographie de Madsen en 1976. Les principales publications utilisant le nom Megalosauridae au lieu d’Allosauridae comprennent celles de Gilmore (1920), von Huene (1926), Romer (1956 et 1966),, Steel (1970) et Walker (1964).
À la suite de la publication de la monographie influente de Madsen, Allosauridae est devenu le nom de famille préféré, mais il n’a pas été défini avec précision. Les ouvrages de vulgarisation utilisent le nom d’Allosauridae pour quantité de grands théropodes, généralement ceux étant les plus grands et les plus connus des mégalosauridés. Les théropodes que l’on croyait ainsi être apparentés au genre Allosaurus incluaient Indosaurus, Piatnitzkysaurus, Piveteausaurus, Yangchuanosaurus, Acrocanthosaurus, Chilantaisaurus, Compsosuchus, Stokesosaurus et Szechuanosaurus. En raison des connaissances modernes sur la diversité des théropodes et l’avènement de l’étude cladistique des relations de l’évolution, aucun de ces théropodes n’est maintenant reconnu comme étant un allosauridé, bien que plusieurs, comme Acrocanthosaurus et Yangchuanosaurus, soient des membres de familles étroitement liées.

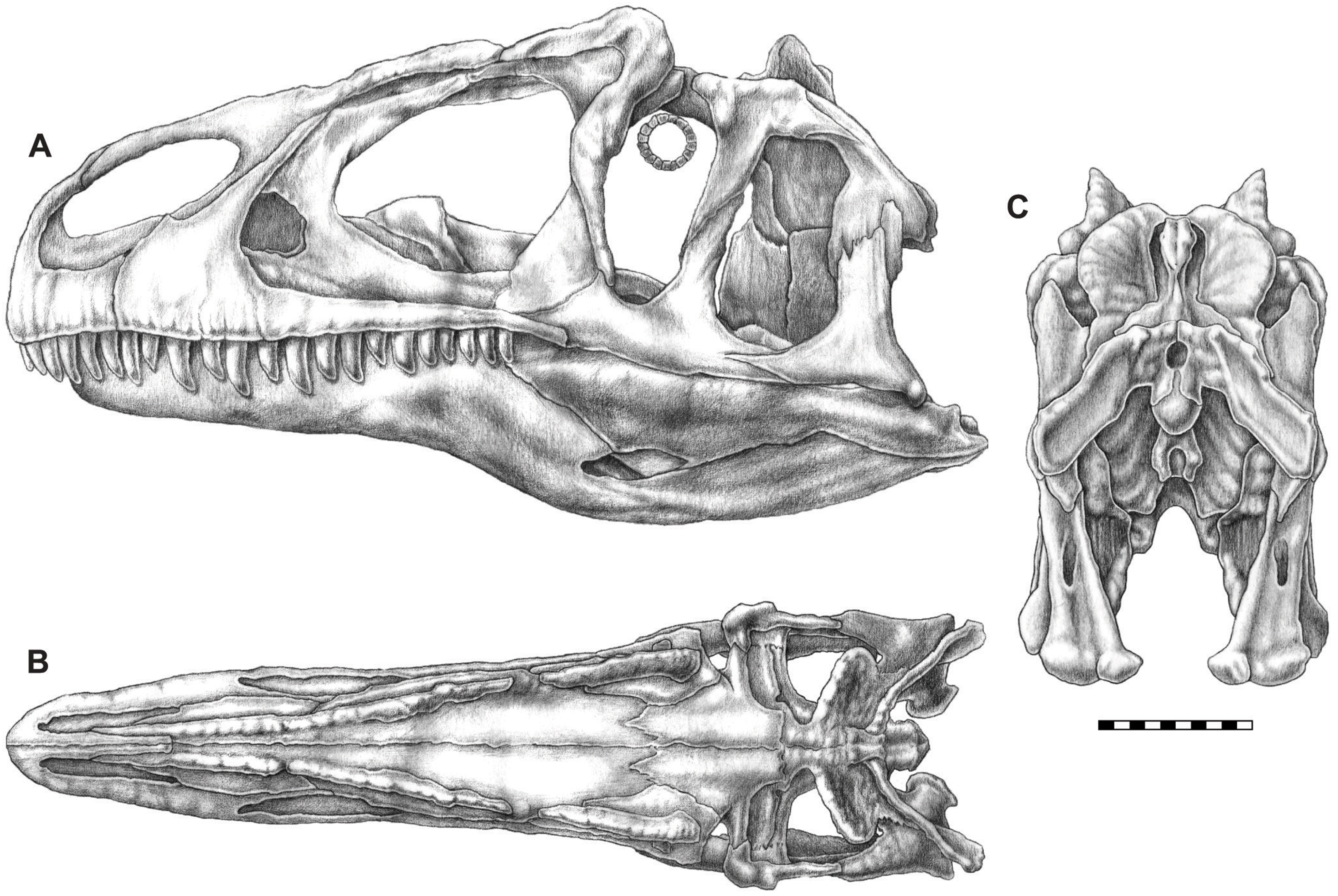
Différentes vues du crâne d’A. jimmadseni de côté (A), de haut (B) et d’arrière (C).

Ci-dessous, la place d’Allosaurus dans l'arbre phylogénétique des Allosauroidea selon Benson et al. (2010) :
|  | Neovenator                                                 |
|  |                                                            |
|  | \| \| Fukuiraptor \| \| \| \| \| \| Megaraptor \| \| \| \| |
|  |                                                            |
|  | Fukuiraptor                                                |
|  |                                                            |
|  | Megaraptor                                                 |
|  |                                                            |

|  | Fukuiraptor |
|  |             |
|  | Megaraptor  |
|  |             |

|  | Tyrannotitan                                                                                        |
|  | |
|  | \| \| Carcharodontosaurus \| \| \| \| \| \| Giganotosaurus \| \| \| \| \| \| Mapusaurus \| \| \| \| |
|  | |
|  | Carcharodontosaurus                                                                                 |
|  | |
|  | Giganotosaurus                                                                                      |
|  | |
|  | Mapusaurus                                                                                          |
|  | |

|  | Carcharodontosaurus |
|  |                     |
|  | Giganotosaurus      |
|  |                     |
|  | Mapusaurus          |
|  |                     |

|  | Tyrannotitan                                                                                        |
|  | |
|  | \| \| Carcharodontosaurus \| \| \| \| \| \| Giganotosaurus \| \| \| \| \| \| Mapusaurus \| \| \| \| |
|  | |
|  | Carcharodontosaurus                                                                                 |
|  | |
|  | Giganotosaurus                                                                                      |
|  | |
|  | Mapusaurus                                                                                          |
|  | |

|  | Carcharodontosaurus |
|  |                     |
|  | Giganotosaurus      |
|  |                     |
|  | Mapusaurus          |
|  |                     |

|  | Tyrannotitan                                                                                        |
|  | |
|  | \| \| Carcharodontosaurus \| \| \| \| \| \| Giganotosaurus \| \| \| \| \| \| Mapusaurus \| \| \| \| |
|  | |
|  | Carcharodontosaurus                                                                                 |
|  | |
|  | Giganotosaurus                                                                                      |
|  | |
|  | Mapusaurus                                                                                          |
|  | |

|  | Carcharodontosaurus |
|  |                     |
|  | Giganotosaurus      |
|  |                     |
|  | Mapusaurus          |
|  |                     |

|  | Tyrannotitan                                                                                        |
|  | |
|  | \| \| Carcharodontosaurus \| \| \| \| \| \| Giganotosaurus \| \| \| \| \| \| Mapusaurus \| \| \| \| |
|  | |
|  | Carcharodontosaurus                                                                                 |
|  | |
|  | Giganotosaurus                                                                                      |
|  | |
|  | Mapusaurus                                                                                          |
|  | |

|  | Carcharodontosaurus |
|  |                     |
|  | Giganotosaurus      |
|  |                     |
|  | Mapusaurus          |
|  |                     |

|  | Tyrannotitan                                                                                        |
|  | |
|  | \| \| Carcharodontosaurus \| \| \| \| \| \| Giganotosaurus \| \| \| \| \| \| Mapusaurus \| \| \| \| |
|  | |
|  | Carcharodontosaurus                                                                                 |
|  | |
|  | Giganotosaurus                                                                                      |
|  | |
|  | Mapusaurus                                                                                          |
|  | |

|  | Carcharodontosaurus |
|  |                     |
|  | Giganotosaurus      |
|  |                     |
|  | Mapusaurus          |
|  |                     |

|  | Tyrannotitan                                                                                        |
|  | |
|  | \| \| Carcharodontosaurus \| \| \| \| \| \| Giganotosaurus \| \| \| \| \| \| Mapusaurus \| \| \| \| |
|  | |
|  | Carcharodontosaurus                                                                                 |
|  | |
|  | Giganotosaurus                                                                                      |
|  | |
|  | Mapusaurus                                                                                          |
|  | |

|  | Carcharodontosaurus |
|  |                     |
|  | Giganotosaurus      |
|  |                     |
|  | Mapusaurus          |
|  |                     |

|  | Tyrannotitan                                                                                        |
|  | |
|  | \| \| Carcharodontosaurus \| \| \| \| \| \| Giganotosaurus \| \| \| \| \| \| Mapusaurus \| \| \| \| |
|  | |
|  | Carcharodontosaurus                                                                                 |
|  | |
|  | Giganotosaurus                                                                                      |
|  | |
|  | Mapusaurus                                                                                          |
|  | |

|  | Carcharodontosaurus |
|  |                     |
|  | Giganotosaurus      |
|  |                     |
|  | Mapusaurus          |
|  |                     |

|  | Tyrannotitan                                                                                        |
|  | |
|  | \| \| Carcharodontosaurus \| \| \| \| \| \| Giganotosaurus \| \| \| \| \| \| Mapusaurus \| \| \| \| |
|  | |
|  | Carcharodontosaurus                                                                                 |
|  | |
|  | Giganotosaurus                                                                                      |
|  | |
|  | Mapusaurus                                                                                          |
|  | |

|  | Carcharodontosaurus |
|  |                     |
|  | Giganotosaurus      |
|  |                     |
|  | Mapusaurus          |
|  |                     |

|  | Neovenator                                                 |
|  |                                                            |
|  | \| \| Fukuiraptor \| \| \| \| \| \| Megaraptor \| \| \| \| |
|  |                                                            |
|  | Fukuiraptor                                                |
|  |                                                            |
|  | Megaraptor                                                 |
|  |                                                            |

|  | Fukuiraptor |
|  |             |
|  | Megaraptor  |
|  |             |

|  | Tyrannotitan                                                                                        |
|  | |
|  | \| \| Carcharodontosaurus \| \| \| \| \| \| Giganotosaurus \| \| \| \| \| \| Mapusaurus \| \| \| \| |
|  | |
|  | Carcharodontosaurus                                                                                 |
|  | |
|  | Giganotosaurus                                                                                      |
|  | |
|  | Mapusaurus                                                                                          |
|  | |

|  | Carcharodontosaurus |
|  |                     |
|  | Giganotosaurus      |
|  |                     |
|  | Mapusaurus          |
|  |                     |

|  | Tyrannotitan                                                                                        |
|  | |
|  | \| \| Carcharodontosaurus \| \| \| \| \| \| Giganotosaurus \| \| \| \| \| \| Mapusaurus \| \| \| \| |
|  | |
|  | Carcharodontosaurus                                                                                 |
|  | |
|  | Giganotosaurus                                                                                      |
|  | |
|  | Mapusaurus                                                                                          |
|  | |

|  | Carcharodontosaurus |
|  |                     |
|  | Giganotosaurus      |
|  |                     |
|  | Mapusaurus          |
|  |                     |

|  | Tyrannotitan                                                                                        |
|  | |
|  | \| \| Carcharodontosaurus \| \| \| \| \| \| Giganotosaurus \| \| \| \| \| \| Mapusaurus \| \| \| \| |
|  | |
|  | Carcharodontosaurus                                                                                 |
|  | |
|  | Giganotosaurus                                                                                      |
|  | |
|  | Mapusaurus                                                                                          |
|  | |

|  | Carcharodontosaurus |
|  |                     |
|  | Giganotosaurus      |
|  |                     |
|  | Mapusaurus          |
|  |                     |

|  | Tyrannotitan                                                                                        |
|  | |
|  | \| \| Carcharodontosaurus \| \| \| \| \| \| Giganotosaurus \| \| \| \| \| \| Mapusaurus \| \| \| \| |
|  | |
|  | Carcharodontosaurus                                                                                 |
|  | |
|  | Giganotosaurus                                                                                      |
|  | |
|  | Mapusaurus                                                                                          |
|  | |

|  | Carcharodontosaurus |
|  |                     |
|  | Giganotosaurus      |
|  |                     |
|  | Mapusaurus          |
|  |                     |

|  | Tyrannotitan                                                                                        |
|  | |
|  | \| \| Carcharodontosaurus \| \| \| \| \| \| Giganotosaurus \| \| \| \| \| \| Mapusaurus \| \| \| \| |
|  | |
|  | Carcharodontosaurus                                                                                 |
|  | |
|  | Giganotosaurus                                                                                      |
|  | |
|  | Mapusaurus                                                                                          |
|  | |

|  | Carcharodontosaurus |
|  |                     |
|  | Giganotosaurus      |
|  |                     |
|  | Mapusaurus          |
|  |                     |

|  | Tyrannotitan                                                                                        |
|  | |
|  | \| \| Carcharodontosaurus \| \| \| \| \| \| Giganotosaurus \| \| \| \| \| \| Mapusaurus \| \| \| \| |
|  | |
|  | Carcharodontosaurus                                                                                 |
|  | |
|  | Giganotosaurus                                                                                      |
|  | |
|  | Mapusaurus                                                                                          |
|  | |

|  | Carcharodontosaurus |
|  |                     |
|  | Giganotosaurus      |
|  |                     |
|  | Mapusaurus          |
|  |                     |

|  | Tyrannotitan                                                                                        |
|  | |
|  | \| \| Carcharodontosaurus \| \| \| \| \| \| Giganotosaurus \| \| \| \| \| \| Mapusaurus \| \| \| \| |
|  | |
|  | Carcharodontosaurus                                                                                 |
|  | |
|  | Giganotosaurus                                                                                      |
|  | |
|  | Mapusaurus                                                                                          |
|  | |

|  | Carcharodontosaurus |
|  |                     |
|  | Giganotosaurus      |
|  |                     |
|  | Mapusaurus          |
|  |                     |

|  | Tyrannotitan                                                                                        |
|  | |
|  | \| \| Carcharodontosaurus \| \| \| \| \| \| Giganotosaurus \| \| \| \| \| \| Mapusaurus \| \| \| \| |
|  | |
|  | Carcharodontosaurus                                                                                 |
|  | |
|  | Giganotosaurus                                                                                      |
|  | |
|  | Mapusaurus                                                                                          |
|  | |

|  | Carcharodontosaurus |
|  |                     |
|  | Giganotosaurus      |
|  |                     |
|  | Mapusaurus          |
|  |                     |

|  | Neovenator                                                 |
|  |                                                            |
|  | \| \| Fukuiraptor \| \| \| \| \| \| Megaraptor \| \| \| \| |
|  |                                                            |
|  | Fukuiraptor                                                |
|  |                                                            |
|  | Megaraptor                                                 |
|  |                                                            |

|  | Fukuiraptor |
|  |             |
|  | Megaraptor  |
|  |             |

|  | Tyrannotitan                                                                                        |
|  | |
|  | \| \| Carcharodontosaurus \| \| \| \| \| \| Giganotosaurus \| \| \| \| \| \| Mapusaurus \| \| \| \| |
|  | |
|  | Carcharodontosaurus                                                                                 |
|  | |
|  | Giganotosaurus                                                                                      |
|  | |
|  | Mapusaurus                                                                                          |
|  | |

|  | Carcharodontosaurus |
|  |                     |
|  | Giganotosaurus      |
|  |                     |
|  | Mapusaurus          |
|  |                     |

|  | Tyrannotitan                                                                                        |
|  | |
|  | \| \| Carcharodontosaurus \| \| \| \| \| \| Giganotosaurus \| \| \| \| \| \| Mapusaurus \| \| \| \| |
|  | |
|  | Carcharodontosaurus                                                                                 |
|  | |
|  | Giganotosaurus                                                                                      |
|  | |
|  | Mapusaurus                                                                                          |
|  | |

|  | Carcharodontosaurus |
|  |                     |
|  | Giganotosaurus      |
|  |                     |
|  | Mapusaurus          |
|  |                     |

|  | Tyrannotitan                                                                                        |
|  | |
|  | \| \| Carcharodontosaurus \| \| \| \| \| \| Giganotosaurus \| \| \| \| \| \| Mapusaurus \| \| \| \| |
|  | |
|  | Carcharodontosaurus                                                                                 |
|  | |
|  | Giganotosaurus                                                                                      |
|  | |
|  | Mapusaurus                                                                                          |
|  | |

|  | Carcharodontosaurus |
|  |                     |
|  | Giganotosaurus      |
|  |                     |
|  | Mapusaurus          |
|  |                     |

|  | Tyrannotitan                                                                                        |
|  | |
|  | \| \| Carcharodontosaurus \| \| \| \| \| \| Giganotosaurus \| \| \| \| \| \| Mapusaurus \| \| \| \| |
|  | |
|  | Carcharodontosaurus                                                                                 |
|  | |
|  | Giganotosaurus                                                                                      |
|  | |
|  | Mapusaurus                                                                                          |
|  | |

|  | Carcharodontosaurus |
|  |                     |
|  | Giganotosaurus      |
|  |                     |
|  | Mapusaurus          |
|  |                     |

|  | Tyrannotitan                                                                                        |
|  | |
|  | \| \| Carcharodontosaurus \| \| \| \| \| \| Giganotosaurus \| \| \| \| \| \| Mapusaurus \| \| \| \| |
|  | |
|  | Carcharodontosaurus                                                                                 |
|  | |
|  | Giganotosaurus                                                                                      |
|  | |
|  | Mapusaurus                                                                                          |
|  | |

|  | Carcharodontosaurus |
|  |                     |
|  | Giganotosaurus      |
|  |                     |
|  | Mapusaurus          |
|  |                     |

|  | Tyrannotitan                                                                                        |
|  | |
|  | \| \| Carcharodontosaurus \| \| \| \| \| \| Giganotosaurus \| \| \| \| \| \| Mapusaurus \| \| \| \| |
|  | |
|  | Carcharodontosaurus                                                                                 |
|  | |
|  | Giganotosaurus                                                                                      |
|  | |
|  | Mapusaurus                                                                                          |
|  | |

|  | Carcharodontosaurus |
|  |                     |
|  | Giganotosaurus      |
|  |                     |
|  | Mapusaurus          |
|  |                     |

|  | Tyrannotitan                                                                                        |
|  | |
|  | \| \| Carcharodontosaurus \| \| \| \| \| \| Giganotosaurus \| \| \| \| \| \| Mapusaurus \| \| \| \| |
|  | |
|  | Carcharodontosaurus                                                                                 |
|  | |
|  | Giganotosaurus                                                                                      |
|  | |
|  | Mapusaurus                                                                                          |
|  | |

|  | Carcharodontosaurus |
|  |                     |
|  | Giganotosaurus      |
|  |                     |
|  | Mapusaurus          |
|  |                     |

|  | Tyrannotitan                                                                                        |
|  | |
|  | \| \| Carcharodontosaurus \| \| \| \| \| \| Giganotosaurus \| \| \| \| \| \| Mapusaurus \| \| \| \| |
|  | |
|  | Carcharodontosaurus                                                                                 |
|  | |
|  | Giganotosaurus                                                                                      |
|  | |
|  | Mapusaurus                                                                                          |
|  | |

|  | Carcharodontosaurus |
|  |                     |
|  | Giganotosaurus      |
|  |                     |
|  | Mapusaurus          |
|  |                     |

|  | Neovenator                                                 |
|  |                                                            |
|  | \| \| Fukuiraptor \| \| \| \| \| \| Megaraptor \| \| \| \| |
|  |                                                            |
|  | Fukuiraptor                                                |
|  |                                                            |
|  | Megaraptor                                                 |
|  |                                                            |

|  | Fukuiraptor |
|  |             |
|  | Megaraptor  |
|  |             |

|  | Tyrannotitan                                                                                        |
|  | |
|  | \| \| Carcharodontosaurus \| \| \| \| \| \| Giganotosaurus \| \| \| \| \| \| Mapusaurus \| \| \| \| |
|  | |
|  | Carcharodontosaurus                                                                                 |
|  | |
|  | Giganotosaurus                                                                                      |
|  | |
|  | Mapusaurus                                                                                          |
|  | |

|  | Carcharodontosaurus |
|  |                     |
|  | Giganotosaurus      |
|  |                     |
|  | Mapusaurus          |
|  |                     |

|  | Tyrannotitan                                                                                        |
|  | |
|  | \| \| Carcharodontosaurus \| \| \| \| \| \| Giganotosaurus \| \| \| \| \| \| Mapusaurus \| \| \| \| |
|  | |
|  | Carcharodontosaurus                                                                                 |
|  | |
|  | Giganotosaurus                                                                                      |
|  | |
|  | Mapusaurus                                                                                          |
|  | |

|  | Carcharodontosaurus |
|  |                     |
|  | Giganotosaurus      |
|  |                     |
|  | Mapusaurus          |
|  |                     |

|  | Tyrannotitan                                                                                        |
|  | |
|  | \| \| Carcharodontosaurus \| \| \| \| \| \| Giganotosaurus \| \| \| \| \| \| Mapusaurus \| \| \| \| |
|  | |
|  | Carcharodontosaurus                                                                                 |
|  | |
|  | Giganotosaurus                                                                                      |
|  | |
|  | Mapusaurus                                                                                          |
|  | |

|  | Carcharodontosaurus |
|  |                     |
|  | Giganotosaurus      |
|  |                     |
|  | Mapusaurus          |
|  |                     |

|  | Tyrannotitan                                                                                        |
|  | |
|  | \| \| Carcharodontosaurus \| \| \| \| \| \| Giganotosaurus \| \| \| \| \| \| Mapusaurus \| \| \| \| |
|  | |
|  | Carcharodontosaurus                                                                                 |
|  | |
|  | Giganotosaurus                                                                                      |
|  | |
|  | Mapusaurus                                                                                          |
|  | |

|  | Carcharodontosaurus |
|  |                     |
|  | Giganotosaurus      |
|  |                     |
|  | Mapusaurus          |
|  |                     |

|  | Tyrannotitan                                                                                        |
|  | |
|  | \| \| Carcharodontosaurus \| \| \| \| \| \| Giganotosaurus \| \| \| \| \| \| Mapusaurus \| \| \| \| |
|  | |
|  | Carcharodontosaurus                                                                                 |
|  | |
|  | Giganotosaurus                                                                                      |
|  | |
|  | Mapusaurus                                                                                          |
|  | |

|  | Carcharodontosaurus |
|  |                     |
|  | Giganotosaurus      |
|  |                     |
|  | Mapusaurus          |
|  |                     |

|  | Tyrannotitan                                                                                        |
|  | |
|  | \| \| Carcharodontosaurus \| \| \| \| \| \| Giganotosaurus \| \| \| \| \| \| Mapusaurus \| \| \| \| |
|  | |
|  | Carcharodontosaurus                                                                                 |
|  | |
|  | Giganotosaurus                                                                                      |
|  | |
|  | Mapusaurus                                                                                          |
|  | |

|  | Carcharodontosaurus |
|  |                     |
|  | Giganotosaurus      |
|  |                     |
|  | Mapusaurus          |
|  |                     |

|  | Tyrannotitan                                                                                        |
|  | |
|  | \| \| Carcharodontosaurus \| \| \| \| \| \| Giganotosaurus \| \| \| \| \| \| Mapusaurus \| \| \| \| |
|  | |
|  | Carcharodontosaurus                                                                                 |
|  | |
|  | Giganotosaurus                                                                                      |
|  | |
|  | Mapusaurus                                                                                          |
|  | |

|  | Carcharodontosaurus |
|  |                     |
|  | Giganotosaurus      |
|  |                     |
|  | Mapusaurus          |
|  |                     |

|  | Tyrannotitan                                                                                        |
|  | |
|  | \| \| Carcharodontosaurus \| \| \| \| \| \| Giganotosaurus \| \| \| \| \| \| Mapusaurus \| \| \| \| |
|  | |
|  | Carcharodontosaurus                                                                                 |
|  | |
|  | Giganotosaurus                                                                                      |
|  | |
|  | Mapusaurus                                                                                          |
|  | |

|  | Carcharodontosaurus |
|  |                     |
|  | Giganotosaurus      |
|  |                     |
|  | Mapusaurus          |
|  |                     |

|  | Neovenator                                                 |
|  |                                                            |
|  | \| \| Fukuiraptor \| \| \| \| \| \| Megaraptor \| \| \| \| |
|  |                                                            |
|  | Fukuiraptor                                                |
|  |                                                            |
|  | Megaraptor                                                 |
|  |                                                            |

|  | Fukuiraptor |
|  |             |
|  | Megaraptor  |
|  |             |

|  | Tyrannotitan                                                                                        |
|  | |
|  | \| \| Carcharodontosaurus \| \| \| \| \| \| Giganotosaurus \| \| \| \| \| \| Mapusaurus \| \| \| \| |
|  | |
|  | Carcharodontosaurus                                                                                 |
|  | |
|  | Giganotosaurus                                                                                      |
|  | |
|  | Mapusaurus                                                                                          |
|  | |

|  | Carcharodontosaurus |
|  |                     |
|  | Giganotosaurus      |
|  |                     |
|  | Mapusaurus          |
|  |                     |

|  | Tyrannotitan                                                                                        |
|  | |
|  | \| \| Carcharodontosaurus \| \| \| \| \| \| Giganotosaurus \| \| \| \| \| \| Mapusaurus \| \| \| \| |
|  | |
|  | Carcharodontosaurus                                                                                 |
|  | |
|  | Giganotosaurus                                                                                      |
|  | |
|  | Mapusaurus                                                                                          |
|  | |

|  | Carcharodontosaurus |
|  |                     |
|  | Giganotosaurus      |
|  |                     |
|  | Mapusaurus          |
|  |                     |

|  | Tyrannotitan                                                                                        |
|  | |
|  | \| \| Carcharodontosaurus \| \| \| \| \| \| Giganotosaurus \| \| \| \| \| \| Mapusaurus \| \| \| \| |
|  | |
|  | Carcharodontosaurus                                                                                 |
|  | |
|  | Giganotosaurus                                                                                      |
|  | |
|  | Mapusaurus                                                                                          |
|  | |

|  | Carcharodontosaurus |
|  |                     |
|  | Giganotosaurus      |
|  |                     |
|  | Mapusaurus          |
|  |                     |

|  | Tyrannotitan                                                                                        |
|  | |
|  | \| \| Carcharodontosaurus \| \| \| \| \| \| Giganotosaurus \| \| \| \| \| \| Mapusaurus \| \| \| \| |
|  | |
|  | Carcharodontosaurus                                                                                 |
|  | |
|  | Giganotosaurus                                                                                      |
|  | |
|  | Mapusaurus                                                                                          |
|  | |

|  | Carcharodontosaurus |
|  |                     |
|  | Giganotosaurus      |
|  |                     |
|  | Mapusaurus          |
|  |                     |

|  | Tyrannotitan                                                                                        |
|  | |
|  | \| \| Carcharodontosaurus \| \| \| \| \| \| Giganotosaurus \| \| \| \| \| \| Mapusaurus \| \| \| \| |
|  | |
|  | Carcharodontosaurus                                                                                 |
|  | |
|  | Giganotosaurus                                                                                      |
|  | |
|  | Mapusaurus                                                                                          |
|  | |

|  | Carcharodontosaurus |
|  |                     |
|  | Giganotosaurus      |
|  |                     |
|  | Mapusaurus          |
|  |                     |

|  | Tyrannotitan                                                                                        |
|  | |
|  | \| \| Carcharodontosaurus \| \| \| \| \| \| Giganotosaurus \| \| \| \| \| \| Mapusaurus \| \| \| \| |
|  | |
|  | Carcharodontosaurus                                                                                 |
|  | |
|  | Giganotosaurus                                                                                      |
|  | |
|  | Mapusaurus                                                                                          |
|  | |

|  | Carcharodontosaurus |
|  |                     |
|  | Giganotosaurus      |
|  |                     |
|  | Mapusaurus          |
|  |                     |

|  | Tyrannotitan                                                                                        |
|  | |
|  | \| \| Carcharodontosaurus \| \| \| \| \| \| Giganotosaurus \| \| \| \| \| \| Mapusaurus \| \| \| \| |
|  | |
|  | Carcharodontosaurus                                                                                 |
|  | |
|  | Giganotosaurus                                                                                      |
|  | |
|  | Mapusaurus                                                                                          |
|  | |

|  | Carcharodontosaurus |
|  |                     |
|  | Giganotosaurus      |
|  |                     |
|  | Mapusaurus          |
|  |                     |

|  | Tyrannotitan                                                                                        |
|  | |
|  | \| \| Carcharodontosaurus \| \| \| \| \| \| Giganotosaurus \| \| \| \| \| \| Mapusaurus \| \| \| \| |
|  | |
|  | Carcharodontosaurus                                                                                 |
|  | |
|  | Giganotosaurus                                                                                      |
|  | |
|  | Mapusaurus                                                                                          |
|  | |

|  | Carcharodontosaurus |
|  |                     |
|  | Giganotosaurus      |
|  |                     |
|  | Mapusaurus          |
|  |                     |

|  | Neovenator                                                 |
|  |                                                            |
|  | \| \| Fukuiraptor \| \| \| \| \| \| Megaraptor \| \| \| \| |
|  |                                                            |
|  | Fukuiraptor                                                |
|  |                                                            |
|  | Megaraptor                                                 |
|  |                                                            |

|  | Fukuiraptor |
|  |             |
|  | Megaraptor  |
|  |             |

|  | Tyrannotitan                                                                                        |
|  | |
|  | \| \| Carcharodontosaurus \| \| \| \| \| \| Giganotosaurus \| \| \| \| \| \| Mapusaurus \| \| \| \| |
|  | |
|  | Carcharodontosaurus                                                                                 |
|  | |
|  | Giganotosaurus                                                                                      |
|  | |
|  | Mapusaurus                                                                                          |
|  | |

|  | Carcharodontosaurus |
|  |                     |
|  | Giganotosaurus      |
|  |                     |
|  | Mapusaurus          |
|  |                     |

|  | Tyrannotitan                                                                                        |
|  | |
|  | \| \| Carcharodontosaurus \| \| \| \| \| \| Giganotosaurus \| \| \| \| \| \| Mapusaurus \| \| \| \| |
|  | |
|  | Carcharodontosaurus                                                                                 |
|  | |
|  | Giganotosaurus                                                                                      |
|  | |
|  | Mapusaurus                                                                                          |
|  | |

|  | Carcharodontosaurus |
|  |                     |
|  | Giganotosaurus      |
|  |                     |
|  | Mapusaurus          |
|  |                     |

|  | Tyrannotitan                                                                                        |
|  | |
|  | \| \| Carcharodontosaurus \| \| \| \| \| \| Giganotosaurus \| \| \| \| \| \| Mapusaurus \| \| \| \| |
|  | |
|  | Carcharodontosaurus                                                                                 |
|  | |
|  | Giganotosaurus                                                                                      |
|  | |
|  | Mapusaurus                                                                                          |
|  | |

|  | Carcharodontosaurus |
|  |                     |
|  | Giganotosaurus      |
|  |                     |
|  | Mapusaurus          |
|  |                     |

|  | Tyrannotitan                                                                                        |
|  | |
|  | \| \| Carcharodontosaurus \| \| \| \| \| \| Giganotosaurus \| \| \| \| \| \| Mapusaurus \| \| \| \| |
|  | |
|  | Carcharodontosaurus                                                                                 |
|  | |
|  | Giganotosaurus                                                                                      |
|  | |
|  | Mapusaurus                                                                                          |
|  | |

|  | Carcharodontosaurus |
|  |                     |
|  | Giganotosaurus      |
|  |                     |
|  | Mapusaurus          |
|  |                     |

|  | Tyrannotitan                                                                                        |
|  | |
|  | \| \| Carcharodontosaurus \| \| \| \| \| \| Giganotosaurus \| \| \| \| \| \| Mapusaurus \| \| \| \| |
|  | |
|  | Carcharodontosaurus                                                                                 |
|  | |
|  | Giganotosaurus                                                                                      |
|  | |
|  | Mapusaurus                                                                                          |
|  | |

|  | Carcharodontosaurus |
|  |                     |
|  | Giganotosaurus      |
|  |                     |
|  | Mapusaurus          |
|  |                     |

|  | Tyrannotitan                                                                                        |
|  | |
|  | \| \| Carcharodontosaurus \| \| \| \| \| \| Giganotosaurus \| \| \| \| \| \| Mapusaurus \| \| \| \| |
|  | |
|  | Carcharodontosaurus                                                                                 |
|  | |
|  | Giganotosaurus                                                                                      |
|  | |
|  | Mapusaurus                                                                                          |
|  | |

|  | Carcharodontosaurus |
|  |                     |
|  | Giganotosaurus      |
|  |                     |
|  | Mapusaurus          |
|  |                     |

|  | Tyrannotitan                                                                                        |
|  | |
|  | \| \| Carcharodontosaurus \| \| \| \| \| \| Giganotosaurus \| \| \| \| \| \| Mapusaurus \| \| \| \| |
|  | |
|  | Carcharodontosaurus                                                                                 |
|  | |
|  | Giganotosaurus                                                                                      |
|  | |
|  | Mapusaurus                                                                                          |
|  | |

|  | Carcharodontosaurus |
|  |                     |
|  | Giganotosaurus      |
|  |                     |
|  | Mapusaurus          |
|  |                     |

|  | Tyrannotitan                                                                                        |
|  | |
|  | \| \| Carcharodontosaurus \| \| \| \| \| \| Giganotosaurus \| \| \| \| \| \| Mapusaurus \| \| \| \| |
|  | |
|  | Carcharodontosaurus                                                                                 |
|  | |
|  | Giganotosaurus                                                                                      |
|  | |
|  | Mapusaurus                                                                                          |
|  | |

|  | Carcharodontosaurus |
|  |                     |
|  | Giganotosaurus      |
|  |                     |
|  | Mapusaurus          |
|  |                     |

|  | Neovenator                                                 |
|  |                                                            |
|  | \| \| Fukuiraptor \| \| \| \| \| \| Megaraptor \| \| \| \| |
|  |                                                            |
|  | Fukuiraptor                                                |
|  |                                                            |
|  | Megaraptor                                                 |
|  |                                                            |

|  | Fukuiraptor |
|  |             |
|  | Megaraptor  |
|  |             |

|  | Tyrannotitan                                                                                        |
|  | |
|  | \| \| Carcharodontosaurus \| \| \| \| \| \| Giganotosaurus \| \| \| \| \| \| Mapusaurus \| \| \| \| |
|  | |
|  | Carcharodontosaurus                                                                                 |
|  | |
|  | Giganotosaurus                                                                                      |
|  | |
|  | Mapusaurus                                                                                          |
|  | |

|  | Carcharodontosaurus |
|  |                     |
|  | Giganotosaurus      |
|  |                     |
|  | Mapusaurus          |
|  |                     |

|  | Tyrannotitan                                                                                        |
|  | |
|  | \| \| Carcharodontosaurus \| \| \| \| \| \| Giganotosaurus \| \| \| \| \| \| Mapusaurus \| \| \| \| |
|  | |
|  | Carcharodontosaurus                                                                                 |
|  | |
|  | Giganotosaurus                                                                                      |
|  | |
|  | Mapusaurus                                                                                          |
|  | |

|  | Carcharodontosaurus |
|  |                     |
|  | Giganotosaurus      |
|  |                     |
|  | Mapusaurus          |
|  |                     |

|  | Tyrannotitan                                                                                        |
|  | |
|  | \| \| Carcharodontosaurus \| \| \| \| \| \| Giganotosaurus \| \| \| \| \| \| Mapusaurus \| \| \| \| |
|  | |
|  | Carcharodontosaurus                                                                                 |
|  | |
|  | Giganotosaurus                                                                                      |
|  | |
|  | Mapusaurus                                                                                          |
|  | |

|  | Carcharodontosaurus |
|  |                     |
|  | Giganotosaurus      |
|  |                     |
|  | Mapusaurus          |
|  |                     |

|  | Tyrannotitan                                                                                        |
|  | |
|  | \| \| Carcharodontosaurus \| \| \| \| \| \| Giganotosaurus \| \| \| \| \| \| Mapusaurus \| \| \| \| |
|  | |
|  | Carcharodontosaurus                                                                                 |
|  | |
|  | Giganotosaurus                                                                                      |
|  | |
|  | Mapusaurus                                                                                          |
|  | |

|  | Carcharodontosaurus |
|  |                     |
|  | Giganotosaurus      |
|  |                     |
|  | Mapusaurus          |
|  |                     |

|  | Tyrannotitan                                                                                        |
|  | |
|  | \| \| Carcharodontosaurus \| \| \| \| \| \| Giganotosaurus \| \| \| \| \| \| Mapusaurus \| \| \| \| |
|  | |
|  | Carcharodontosaurus                                                                                 |
|  | |
|  | Giganotosaurus                                                                                      |
|  | |
|  | Mapusaurus                                                                                          |
|  | |

|  | Carcharodontosaurus |
|  |                     |
|  | Giganotosaurus      |
|  |                     |
|  | Mapusaurus          |
|  |                     |

|  | Tyrannotitan                                                                                        |
|  | |
|  | \| \| Carcharodontosaurus \| \| \| \| \| \| Giganotosaurus \| \| \| \| \| \| Mapusaurus \| \| \| \| |
|  | |
|  | Carcharodontosaurus                                                                                 |
|  | |
|  | Giganotosaurus                                                                                      |
|  | |
|  | Mapusaurus                                                                                          |
|  | |

|  | Carcharodontosaurus |
|  |                     |
|  | Giganotosaurus      |
|  |                     |
|  | Mapusaurus          |
|  |                     |

|  | Tyrannotitan                                                                                        |
|  | |
|  | \| \| Carcharodontosaurus \| \| \| \| \| \| Giganotosaurus \| \| \| \| \| \| Mapusaurus \| \| \| \| |
|  | |
|  | Carcharodontosaurus                                                                                 |
|  | |
|  | Giganotosaurus                                                                                      |
|  | |
|  | Mapusaurus                                                                                          |
|  | |

|  | Carcharodontosaurus |
|  |                     |
|  | Giganotosaurus      |
|  |                     |
|  | Mapusaurus          |
|  |                     |

|  | Tyrannotitan                                                                                        |
|  | |
|  | \| \| Carcharodontosaurus \| \| \| \| \| \| Giganotosaurus \| \| \| \| \| \| Mapusaurus \| \| \| \| |
|  | |
|  | Carcharodontosaurus                                                                                 |
|  | |
|  | Giganotosaurus                                                                                      |
|  | |
|  | Mapusaurus                                                                                          |
|  | |

|  | Carcharodontosaurus |
|  |                     |
|  | Giganotosaurus      |
|  |                     |
|  | Mapusaurus          |
|  |                     |

|  | Neovenator                                                 |
|  |                                                            |
|  | \| \| Fukuiraptor \| \| \| \| \| \| Megaraptor \| \| \| \| |
|  |                                                            |
|  | Fukuiraptor                                                |
|  |                                                            |
|  | Megaraptor                                                 |
|  |                                                            |

|  | Fukuiraptor |
|  |             |
|  | Megaraptor  |
|  |             |

|  | Tyrannotitan                                                                                        |
|  | |
|  | \| \| Carcharodontosaurus \| \| \| \| \| \| Giganotosaurus \| \| \| \| \| \| Mapusaurus \| \| \| \| |
|  | |
|  | Carcharodontosaurus                                                                                 |
|  | |
|  | Giganotosaurus                                                                                      |
|  | |
|  | Mapusaurus                                                                                          |
|  | |

|  | Carcharodontosaurus |
|  |                     |
|  | Giganotosaurus      |
|  |                     |
|  | Mapusaurus          |
|  |                     |

|  | Tyrannotitan                                                                                        |
|  | |
|  | \| \| Carcharodontosaurus \| \| \| \| \| \| Giganotosaurus \| \| \| \| \| \| Mapusaurus \| \| \| \| |
|  | |
|  | Carcharodontosaurus                                                                                 |
|  | |
|  | Giganotosaurus                                                                                      |
|  | |
|  | Mapusaurus                                                                                          |
|  | |

|  | Carcharodontosaurus |
|  |                     |
|  | Giganotosaurus      |
|  |                     |
|  | Mapusaurus          |
|  |                     |

|  | Tyrannotitan                                                                                        |
|  | |
|  | \| \| Carcharodontosaurus \| \| \| \| \| \| Giganotosaurus \| \| \| \| \| \| Mapusaurus \| \| \| \| |
|  | |
|  | Carcharodontosaurus                                                                                 |
|  | |
|  | Giganotosaurus                                                                                      |
|  | |
|  | Mapusaurus                                                                                          |
|  | |

|  | Carcharodontosaurus |
|  |                     |
|  | Giganotosaurus      |
|  |                     |
|  | Mapusaurus          |
|  |                     |

|  | Tyrannotitan                                                                                        |
|  | |
|  | \| \| Carcharodontosaurus \| \| \| \| \| \| Giganotosaurus \| \| \| \| \| \| Mapusaurus \| \| \| \| |
|  | |
|  | Carcharodontosaurus                                                                                 |
|  | |
|  | Giganotosaurus                                                                                      |
|  | |
|  | Mapusaurus                                                                                          |
|  | |

|  | Carcharodontosaurus |
|  |                     |
|  | Giganotosaurus      |
|  |                     |
|  | Mapusaurus          |
|  |                     |

|  | Tyrannotitan                                                                                        |
|  | |
|  | \| \| Carcharodontosaurus \| \| \| \| \| \| Giganotosaurus \| \| \| \| \| \| Mapusaurus \| \| \| \| |
|  | |
|  | Carcharodontosaurus                                                                                 |
|  | |
|  | Giganotosaurus                                                                                      |
|  | |
|  | Mapusaurus                                                                                          |
|  | |

|  | Carcharodontosaurus |
|  |                     |
|  | Giganotosaurus      |
|  |                     |
|  | Mapusaurus          |
|  |                     |

|  | Tyrannotitan                                                                                        |
|  | |
|  | \| \| Carcharodontosaurus \| \| \| \| \| \| Giganotosaurus \| \| \| \| \| \| Mapusaurus \| \| \| \| |
|  | |
|  | Carcharodontosaurus                                                                                 |
|  | |
|  | Giganotosaurus                                                                                      |
|  | |
|  | Mapusaurus                                                                                          |
|  | |

|  | Carcharodontosaurus |
|  |                     |
|  | Giganotosaurus      |
|  |                     |
|  | Mapusaurus          |
|  |                     |

|  | Tyrannotitan                                                                                        |
|  | |
|  | \| \| Carcharodontosaurus \| \| \| \| \| \| Giganotosaurus \| \| \| \| \| \| Mapusaurus \| \| \| \| |
|  | |
|  | Carcharodontosaurus                                                                                 |
|  | |
|  | Giganotosaurus                                                                                      |
|  | |
|  | Mapusaurus                                                                                          |
|  | |

|  | Carcharodontosaurus |
|  |                     |
|  | Giganotosaurus      |
|  |                     |
|  | Mapusaurus          |
|  |                     |

|  | Tyrannotitan                                                                                        |
|  | |
|  | \| \| Carcharodontosaurus \| \| \| \| \| \| Giganotosaurus \| \| \| \| \| \| Mapusaurus \| \| \| \| |
|  | |
|  | Carcharodontosaurus                                                                                 |
|  | |
|  | Giganotosaurus                                                                                      |
|  | |
|  | Mapusaurus                                                                                          |
|  | |

|  | Carcharodontosaurus |
|  |                     |
|  | Giganotosaurus      |
|  |                     |
|  | Mapusaurus          |
|  |                     |

Les Allosauridae sont l’une des quatre familles d’Allosauridea, les trois autres étant les Neovenatoridae, les Carcharodontosauridae et les Sinraptoridae. On a parfois proposé de considérer les Allosauridae comme les ancêtres des Tyrannosauridae (ce qui en ferait un taxon paraphylétique), un exemple récent de ce choix se retrouvant dans Predatory Dinosaurs of the World de Paul mais cette idée a été rejetée, les tyrannosauridés étant classés dans une groupe distinct de théropodes, les Coelurosauria. Les Allosauridae sont la plus petite famille de carnosaures, contenant seulement le genre Saurophaganax et un possible allosauridé français en dehors du genre Allosaurus selon les articles les plus récents. Un autre genre, Epanterias, est un membre potentiellement valable de la famille, lui et Saurophaganax se révélant être des exemples de grands Allosaurus. Des études récentes gardent le genre Saurophaganax et inclus le genre Epanterias avec les Allosaurus,.
Le controversé Saurophaganax, initialement reconnu comme un grand théropode semblable à Allosaurus, a eu une histoire taxonomique controversée. En 2019, Rauhut et Pol notent que le placement taxonomique définitif de Saurophaganax au sein d'Allosauroidea est instable, étant soit récupéré en tant que taxon frère des Metriacanthosauridae ou d'Allosauria, soit en tant que carcharodontosaurien le plus basal. En 2024, Saurophaganax fut réévalué comme un taxon chimérique douteux, l'holotype étant si fragmentaire qu'il ne peut être attribué en toute confiance qu'aux Saurischia, et que certains spécimens appartiennent plus probablement à un sauropode de la famille des diplodocidés.

## Paléobiologie

### Reproduction et ontogénèse

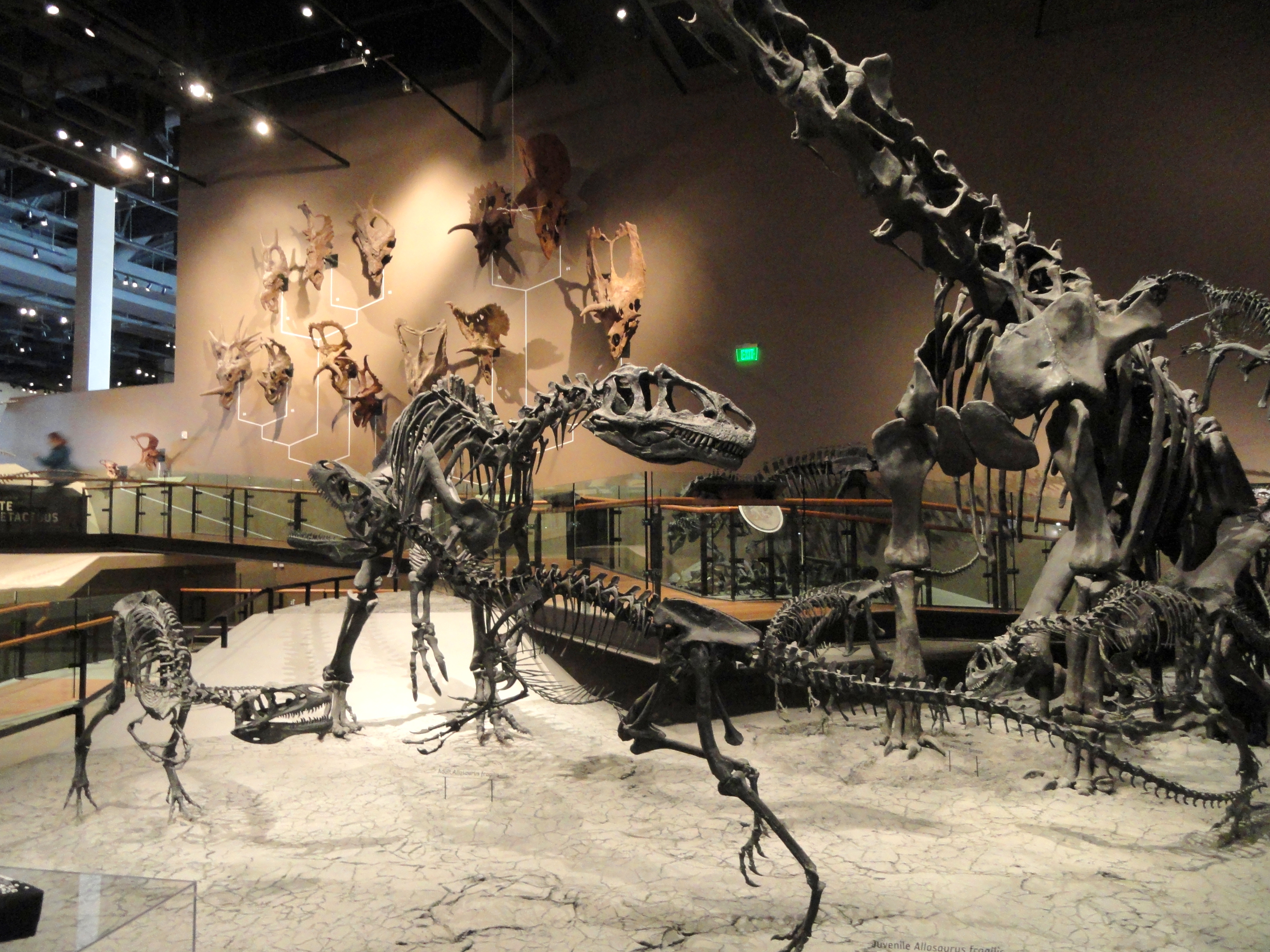
Squelettes de différents stades de croissance, exposés au.

L’abondance en fossiles d’Allosaurus, avec des individus de presque tous les âges, permet aux scientifiques d’étudier le développement de l’animal et son espérance de vie. Des œufs fossiles écrasés retrouvés dans le Colorado sont considérés comme appartenant au genre Allosaurus. Sur la base de l’analyse histologique des os des membres, la limite d’âge supérieure d’un Allosaurus est estimée entre 22 et 28 ans, ce qui est comparable à celle des autres grands théropodes comme Tyrannosaurus. La même analyse, montre que l’animal atteignait sa taille maximale à l’âge de 15 ans, avec une prise de poids d’environ 150 kilogrammes par an.
Un tissu médullaire osseux, également trouvé chez des dinosaures aussi divers que Tyrannosaurus et Tenontosaurus, a été trouvé dans un échantillon d’au moins un Allosaurus, un tibia de la carrière à dinosaures de Cleveland Lloyd. Aujourd’hui, ce tissu osseux ne se trouve que chez les oiseaux femelles prêtes à pondre, car il fournit du calcium aux coquilles. Sa présence chez un Allosaurus permet d’en connaître le sexe et montre qu’il avait atteint l’âge de la reproduction. En comptant les stries de croissance, on a démontré qu’il avait 10 ans au moment du décès, ce qui prouve que la maturité sexuelle était atteinte bien avant la fin de la croissance. Cependant, d’autres études remettent en cause certains cas d’os médullaire chez les dinosaures, dont cet individu d’Allosaurus. Les données provenant d'oiseaux existants suggèrent que l'os médullaire de cet individu d'allosaure pourrait plutôt être le résultat d'une pathologie osseuse. Cependant, avec la confirmation du tissu médullaire indiquant le sexe chez un spécimen de Tyrannosaurus, il pourrait être possible de déterminer si l'allosaure en question était effectivement une femelle ou non.

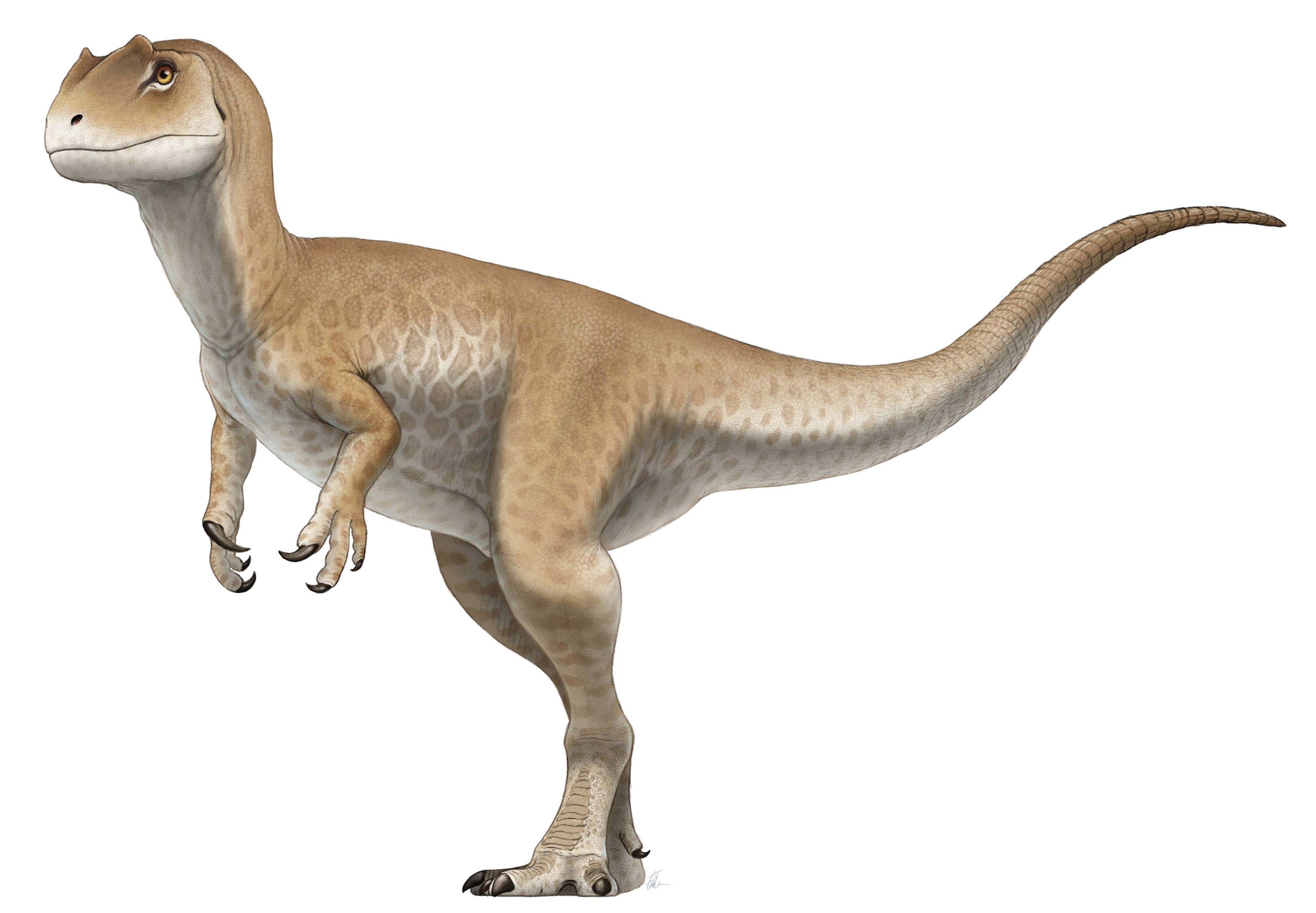
Reconstitution d'un Allosaurus juvénile.

La découverte d’un jeune spécimen avec une patte arrière presque complète montre que les membres inférieurs étaient proportionnellement plus longs chez les jeunes et que la partie inférieure (tibia et pied) était relativement plus longue que la cuisse. Ces différences laissent à supposer que les jeunes allosaures étaient plus rapides que les adultes, et qu'ils avaient certainement des stratégies de chasse différentes de celles de leurs aînés, chassant peut-être de petites proies tout d’abord, avant de chasser de plus en plus à l’affût des proies de grande taille à l’âge adulte. Les os de la cuisse devenaient plus épais et plus larges au cours de la croissance et leur section transversale moins circulaire, comme les attaches musculaires se renforçaient, les muscles devenaient plus courts et la croissance de la jambe ralentissait. Ces changements laissent à supposer que les jambes des jeunes étaient moins soumises au stress prévisible que celles des adultes qui devaient avancer de façon plus régulière. À l’inverse, les os du crâne semblent avoir généralement grandi de manière isométrique, augmentant en taille sans changer de proportion.

### Alimentation

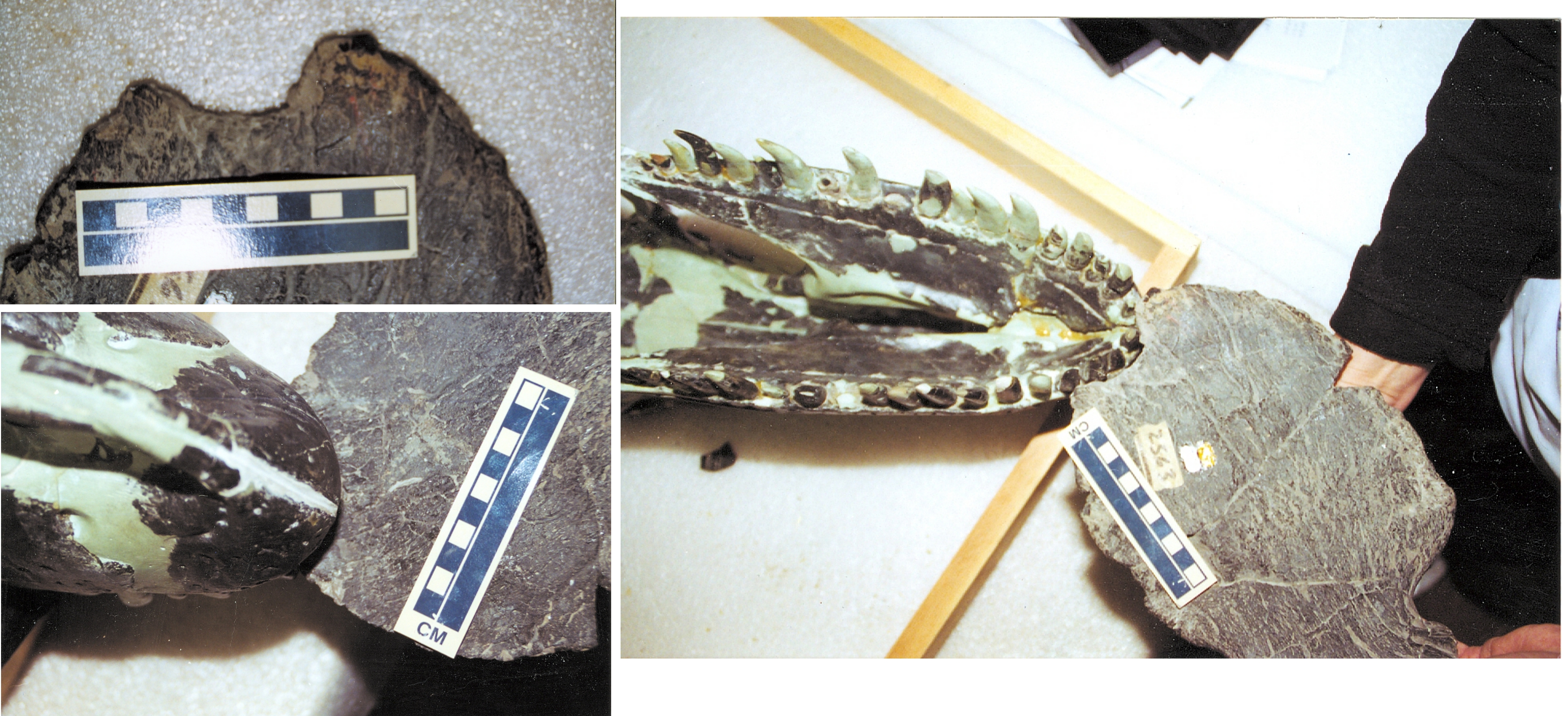
Gros plan sur une plaque de stégosaure mordue, montrant à quel point les dégâts correspondent à l'avant de la « bouche » d'un allosaure.

Les paléontologues considèrent Allosaurus comme ayant été un prédateur actif de grands animaux. Il existe des preuves d’attaques d’allosaures sur des stégosaures, comme une vertèbre de queue d’Allosaurus portant une perforation partiellement cicatrisée qui correspond à une blessure par une pointe de queue de Stegosaurus et une plaque osseuse de cou de Stegosaurus avec une blessure en forme de « U » qui correspond bien avec une gueule d’Allosaurus. Les sauropodes semblent avoir été des proies potentielles à la fois comme animaux vivants et comme charognes, comme le laisse à penser la présence de traces de raclures de dents d’allosaures sur les os de sauropodes et la présence de dents d’allosaures isolées au milieu d’os de sauropodes. Cependant, comme Paul l’a noté en 1988, Allosaurus n’était probablement pas un prédateur de sauropodes adultes, à moins qu’il n’ait chassé en meute car il avait une tête de taille relativement modeste et des dents assez réduites, ce qui a été largement rattrapé par les sauropodes contemporains. Une autre possibilité est qu’il préférait chasser les jeunes plutôt que les adultes,. Les recherches dans les années 1990 et 2000 ont peut-être trouvé une autre solution à cette question. Robert T. Bakker a comparé l’allosaure aux mammifères carnivores à dents de sabre du Cénozoïque et a trouvé des adaptations similaires, telles que la faiblesse des muscles masticatoires, la force remarquable des muscles du cou et la capacité à ouvrir la gueule de façon extrêmement grande. Bien qu’Allosaurus n’ait pas eu de dents de sabre, Bakker a suggéré un mode d’attaque qui aurait utilisé ces adaptations du cou et des mâchoires : les dents courtes possédant en effet de petites dentelures faisant de toute la longueur de la mâchoire supérieure une sorte de scie, qui aurait de fait été abattue sur la proie. Ce type d’emploi de la mâchoire aurait ainsi permis de taillader la peau de proies beaucoup plus grandes que prévu, leur infligeant ainsi des blessures qui les affaiblissaient.

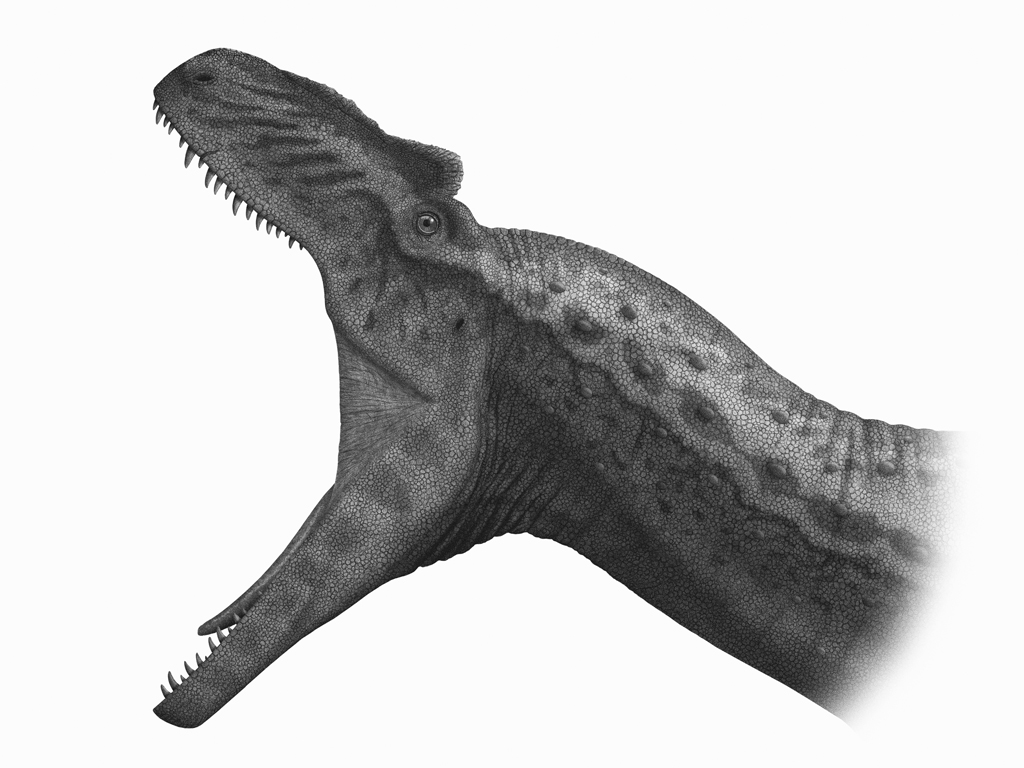
Allosaurus montrant son espace d'ouverture maximale des mâchoires, dessin basé sur les théories de Bakker (1998) et de Rayfield, (2001).

Une autre étude utilisant une analyse par la méthode des éléments finis sur un crâne d’allosaure aboutit à une conclusion similaire. Selon cette analyse biomécanique, la tête avait beaucoup de force alors que l’allosaure avait relativement peu de force dans les mâchoires. En utilisant seulement les muscles de ses mâchoires, il pouvait produire une force de 805 à 8,724 N,, le crâne s'avérant résister à près de 55 500 N de force verticale contre la rangée de dents. Les auteurs pensent aussi que l’allosaure utilisait sa tête comme une hache sur sa proie, l’attaquant bouche ouverte, entaillant la chair et l’arrachant avec les dents sans casser d’os, contrairement à Tyrannosaurus qui semble avoir été capable de les endommager. Ces auteurs ont également suggéré que l’architecture du crâne aurait permis l’utilisation de différentes stratégies contre les proies, ce dernier étant assez léger pour permettre des attaques sur les plus petits et les plus agiles des ornithopodes, mais assez fort pour des attaques en embuscades contre des proies plus grosses comme des stégosaures et des sauropodes. Leurs interprétations furent contestées par d’autres chercheurs, qui n’ont pas trouvé d’analogues modernes à ce système d’attaque par hache et ont jugé plus probable que la tête était assez forte pour compenser par sa construction ouverte les contraintes opposées par la lutte des proies. Les premiers auteurs ont fait remarquer que l’allosaure n’avait pas d’équivalent moderne, que la disposition des dents était bien adaptée à un tel type d’attaque et que les articulations de la tête citées par leurs détracteurs comme posant problème auraient effectivement permis de protéger le palais et d’amortir le choc. Une autre possibilité pour les proies de grande taille est que les théropodes, comme Allosaurus, aient été des « brouteurs de chair » qui pouvaient s’emparer de lambeaux de sauropodes vivants en quantité suffisante pour se nourrir, de sorte qu’ils n’avaient purement et simplement pas besoin de fournir d’effort pour tuer leur proie. Cette stratégie devait également permettre à la proie de récupérer et de servir à nouveau de nourriture de la même façon plus tard. Une remarque supplémentaire fait en outre observer que les ornithopodes étaient les proies les plus courantes pour les dinosaures et que les allosaures auraient pu les avoir attaqué par une méthode similaire à celle des grands félins modernes, saisissant la proie avec leurs pattes avant et faisant de multiples morsures à la gorge pour écraser la trachée. Ceci est compatible avec le fait que les membres antérieurs étaient forts et à même de retenir des proies. Les études réalisées par Stephen Lautenschager de l'université de Bristol indiquent également qu’Allosaurus pouvait ouvrir ses mâchoires assez largement et supporter une force musculaire considérable. Dans la même étude, comparé à Tyrannosaurus et au thérizinosauridé Erlikosaurus, il est constaté qu’Allosaurus a une ouverture plus large que l'un ou l'autre ; l'animal est capable d'ouvrir ses mâchoires à un angle maximum de 92°. Les résultats indiquent également que les grands dinosaures carnivores, comme les carnivores actuels, ont des mâchoires plus larges que les herbivores,.

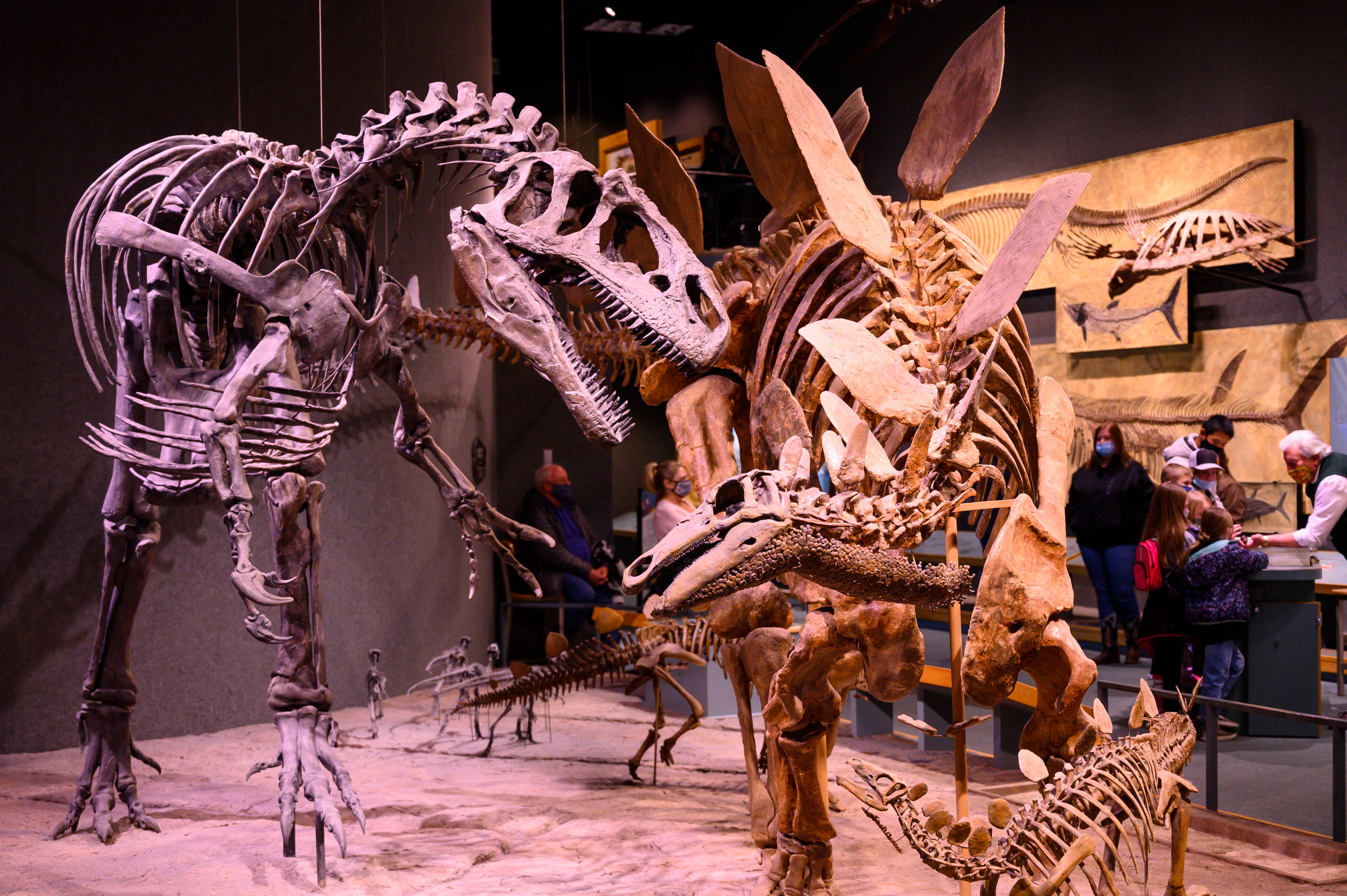
Reconstitution squelettique d’un Allosaurus attaquant un Stegosaurus, musée de la nature et des sciences de Denver.

Une étude biomécanique publiée en 2013 par Eric Snively et ses collègues révèle qu’Allosaurus a un point d'attache inhabituellement bas sur le crâne pour le muscle du cou longissimus capitis superficialis par rapport à d'autres théropodes tels que Tyrannosaurus. Cela aurait permis à l’animal d’effectuer des mouvements verticaux rapides et puissants avec le crâne. Les auteurs constatent que les frappes verticales proposées par Bakker et Rayfield correspondent aux capacités de l'animal. Ils découvrent également que l'animal traitait probablement les carcasses par des mouvements verticaux de la même manière que les faucons, tels que les crécerelles : l'animal aurait pu saisir sa proie avec le crâne et les pattes, puis la tirer vers l'arrière et vers le haut pour en retirer la chair. Cela diffère de la manipulation des proies envisagée pour les tyrannosauridés, qui déchiraient probablement la chair avec des secousses latérales du crâne, semblables aux crocodiliens. Ainsi, Allosaurus serait donc capable de « bouger sa tête et son cou relativement rapidement et avec un contrôle considérable », au détriment de la puissance.
D’autres éléments intervenaient dans le mode d’alimentation, parmi lesquels les yeux, les bras et les jambes. La forme de la tête d’Allosaurus limitait la vision binoculaire à environ 20 degrés de largeur, légèrement inférieure à celle des crocodiliens modernes, ce qui aurait pu être suffisant comme chez les crocodiles pour juger de la distance à la proie au moment de l’attaque. Les bras, comparés à ceux des autres théropodes, étaient adaptés à la fois pour saisir des proies à distance ou les serrer de près et les griffes et leur articulation suggèrent qu’elles auraient pu être utilisées comme des crochets. Enfin, la vitesse de pointe d’un allosaure fut estimée de 30 à 55 kilomètres à l’heure.
Un article sur la morphologie cranio-dentaire d’Allosaurus et son fonctionnement juge improbable l'attaque de la mâchoire avec une hachette, réinterprétant l'ouverture inhabituellement large comme une adaptation pour permettre à Allosaurus de délivrer une morsure musculaire à de grosses proies, les muscles de la mâchoire les plus faibles étant un compromis pour permettre l’élargissement de l’écart.

### Comportement social

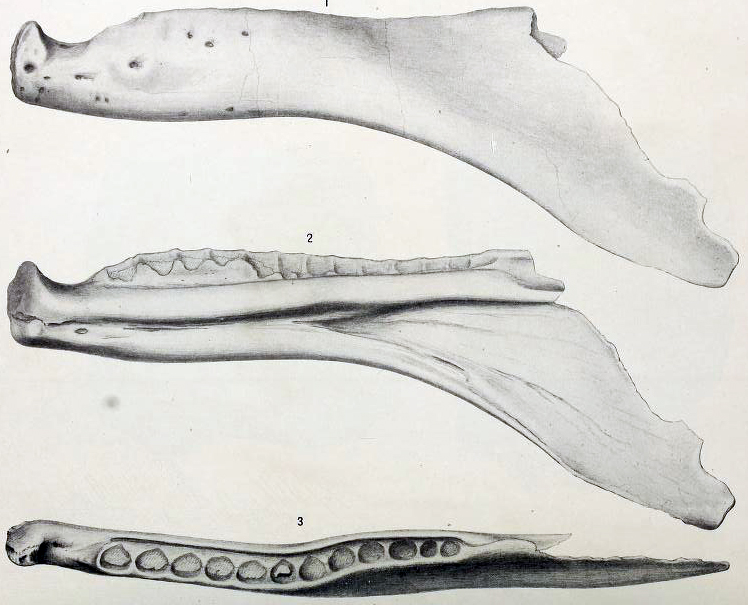
Os dentaires holotype du synonyme junior Labrosaurus ferox, qui peut avoir été blessé par la morsure d'un autre A. fragilis.

Il est supposé depuis les années 1970 qu’Allosaurus se nourrissait de sauropodes et d'autres grands dinosaures en chassant en groupe. Allosaurus a longtemps été considéré dans la littérature de vulgarisation comme un animal qui se nourrissait de sauropodes et d’autres grands dinosaures chassés en groupe,,. Robert T. Bakker a étendu les comportements sociaux à des soins parentaux et interprété les dents d’allosaures perdues et les os de proies de grande taille mâchés comme la preuve que les allosaures adultes apportaient de la nourriture à leur « tanière » pour leurs jeunes jusqu’à ce qu’ils soient assez grands pour se débrouiller et empêchaient d’autres carnivores de consommer les restes de leurs repas. Toutefois, il existe peu de preuves effectives de comportement grégaire chez les Théropodes si ce n’est les interactions sociales avec des membres de la même espèce qui auraient inclus des rencontres entre bandes rivales, comme le montrent des blessures à la gastralia et les blessures par morsure de la tête (la mandibule pathologique de Labrosaurus ferox en est un exemple possible). Ces morsures à la tête pourraient avoir été un moyen d’établir une position dominante dans un groupe ou de régler des différents territoriaux.
Rien ne s’oppose à ce que les allosaures aient pu avoir chassé en meute; cependant, une étude a récemment fait valoir que les autres théropodes avaient plus souvent un comportement agressif que des relations coopératives avec les autres membres de leur propre espèce. Cette étude a ainsi noté que la chasse en groupes de proies beaucoup trop grandes pour un prédateur individuel (comme cela a souvent été suggéré pour les dinosaures théropodes) est rare chez les vertébrés en général, et que les carnivores diapsides actuels (comme les lézards, les crocodiles et les oiseaux) coopèrent très rarement pour chasser d’une telle manière. Au contraire, ces animaux modernes ont généralement un comportement territorial sur les sites d’alimentation, tuant et dévorant les intrus de la même espèce, faisant de même avec les petits individus qui tentent de manger de leur repas avant qu’ils ne soient repus. Selon cette interprétation, les concentrations importantes de restes d’allosaure, par exemple dans la carrière de Cleveland-Lloyd, ne seraient pas dues à la chasse en meute mais au cannibalisme : en effet, les individus se réunissent pour dévorer d’autres allosaures, morts ou mourants, parfois eux-mêmes tués durant le repas de leur congénères plus grands. Cette hypothèse pourrait aussi expliquer la forte proportion de juvéniles et de subadultes, tués de manière disproportionnée comme au sein des groupes formés sur les sites d’alimentation par certains animaux actuels comme les crocodiles et les dragons de Komodo et le même principe pourrait également s’appliquer aux « tanières » décrites par Bakker. Il existe certaines preuves de cannibalisme chez Allosaurus, comme des dents d’allosaures isolées trouvées parmi des fragments de côtes, des marques de dents possibles sur une omoplate et des squelettes d’allosaures cannibalisés parmi d’autres os sur les « antres » de Bakker.

### Cerveau et sens

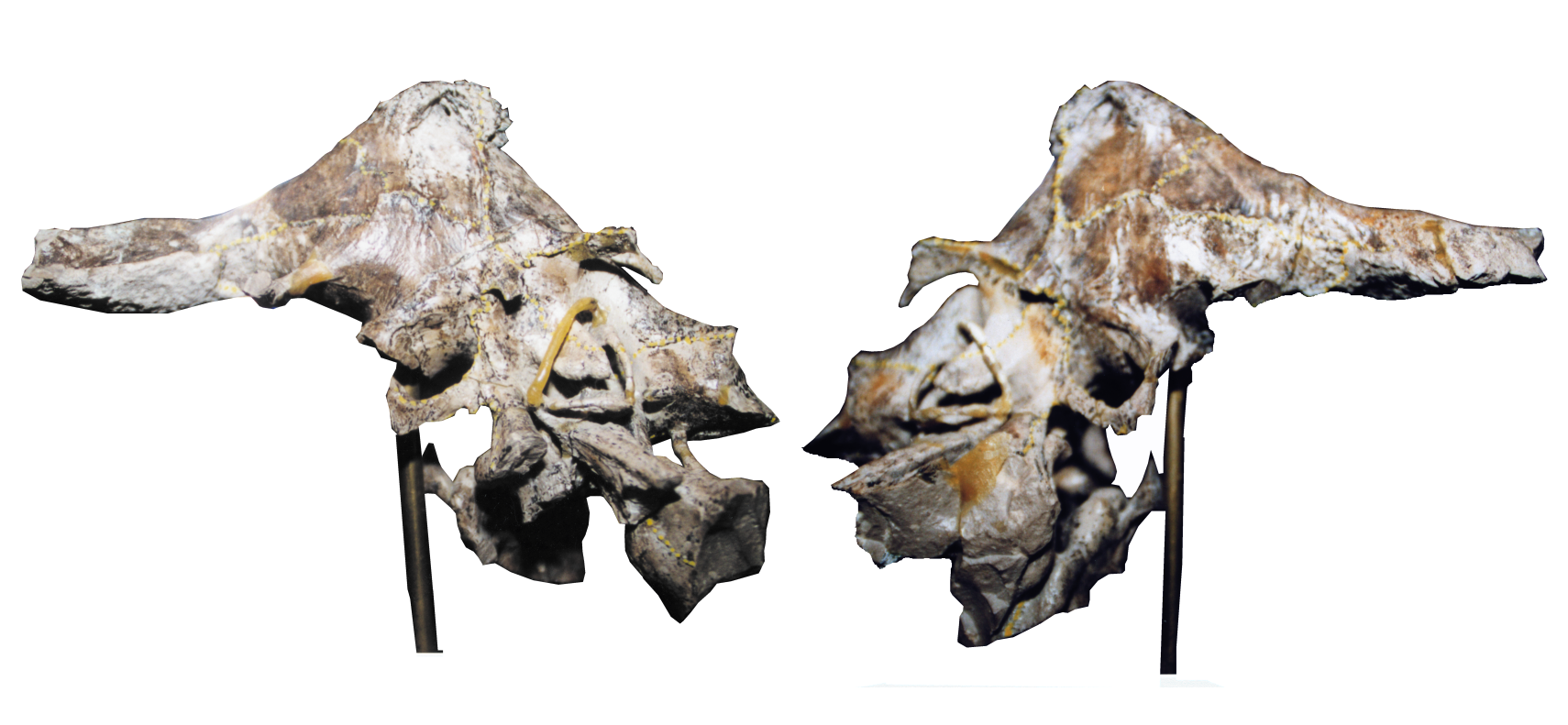
Endocaste du cerveau d’Allosaurus.

Le cerveau de l’allosaure, tel qu’interprété par des coupes réalisées au scanner à acquisition spiralée d’un endocrâne, était plus proche du cerveau des crocodiliens que de celui d’autres archosaures encore vivants, comme les oiseaux. La structure du système vestibulaire indique que la tête était tenue presque horizontalement et non fortement inclinée vers le haut ou vers le bas. La structure de l’oreille interne est comparable à celle d’un crocodile : s’ils entendaient probablement bien les basses fréquences, ils devaient avoir des difficultés pour différencier les sons. Leurs bulbes olfactifs étaient grands et semblent avoir été bien adaptés pour détecter les odeurs, bien que cette zone ait été relativement réduite.

### Paléopathologie

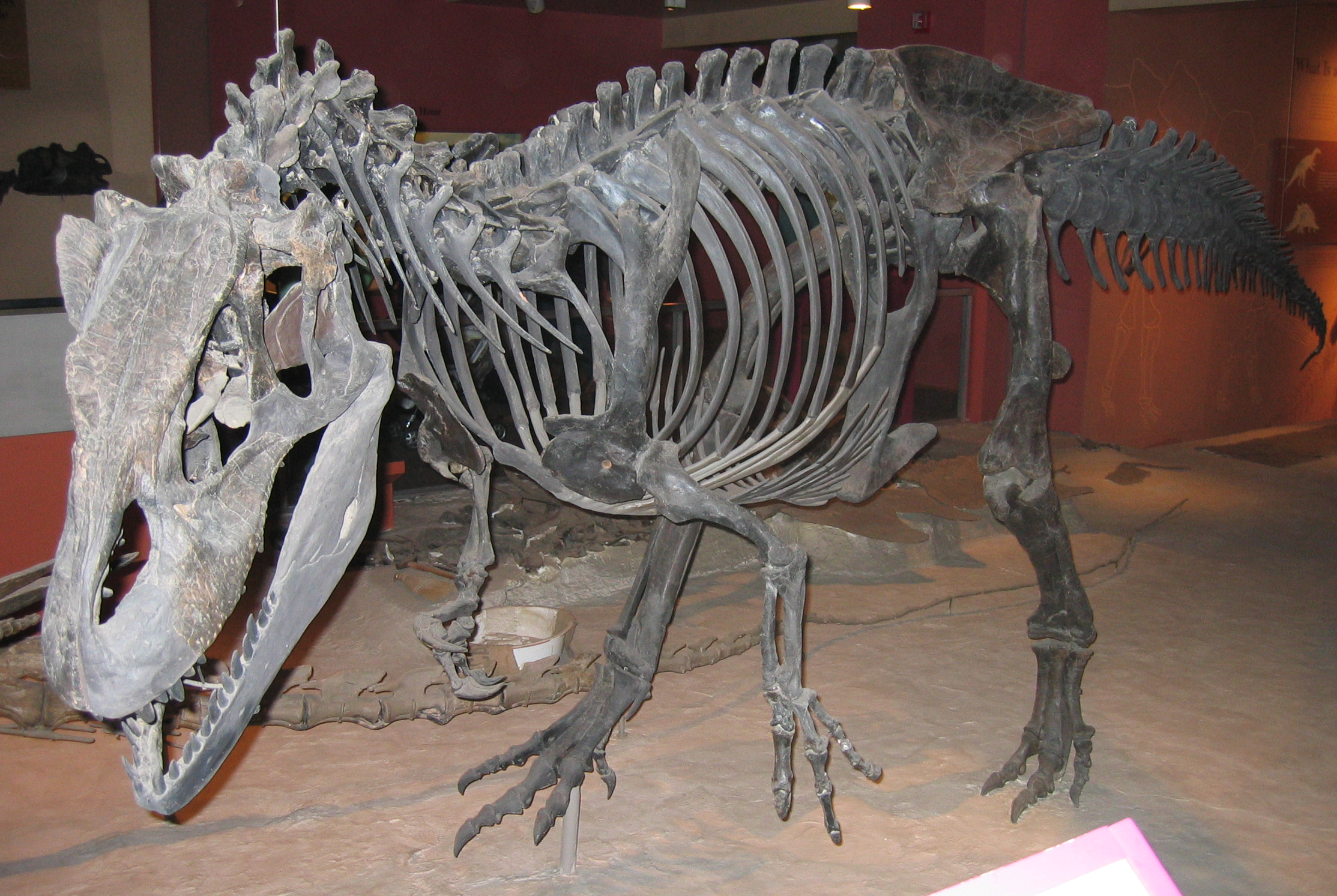
Squelette monté d’A. fragilis (USNM 4734), qui présente plusieurs blessures guéries.

En 2001, Bruce Rothschild et ses collègues publient une étude examinant les preuves de fractures de stress et d’avulsions tendineuses chez les dinosaures théropodes et les implications sur leur comportement. Étant donné que les fractures de stress sont causées par des traumatismes répétés plutôt que par des événements isolés, elles sont plus susceptibles d'être causées par le comportement de l'animal que par d'autres types de blessures. Les fractures de stress et les avulsions des tendons des membres antérieurs ont une signification comportementale particulière, car si les blessures aux pieds peuvent être causées par la course ou la migration, les proies résistantes sont la source la plus probable de blessures à la main. Allosaurus est l'un des deux seuls théropodes examinés dans l'étude à présenter une avulsion du tendon, et dans les deux cas, l'avulsion s'est produite sur le membre antérieur. Lorsque les chercheurs recherchent les fractures de stress, ils découvrent qu’Allosaurus présente un nombre significativement plus élevé de fractures de stress qu’Albertosaurus, Ornithomimus ou Archaeornithomimus. Sur les 47 os de la main étudiés par les chercheurs, trois présentaient des fractures de stress. Parmi les pieds, 281 os ont été étudiés et 17 présentent des fractures de stress. Les fractures de stress dans les os du pied « ont été distribuées aux phalanges proximales » et se sont produites sur les trois orteils porteurs en nombre « statistiquement impossible à distinguer ». Puisque l’extrémité inférieure du troisième métatarsien aurait touché le sol en premier pendant qu’un allosaure courait, c’est elle qui aurait supporté le plus de stress. Si les fractures de stress des allosaures sont causées par des dommages accumulés lors de la marche ou de la course, cet os aurait dû subir plus de fractures de stress que les autres. L'absence d'un tel biais dans les fossiles d’Allosaurus examinés indique une origine des fractures de stress provenant d'une source autre que la course. Les auteurs concluent que ces fractures se sont produites lors d’une interaction avec une proie, comme un allosaure essayant de retenir une proie en difficulté avec ses pattes. L'abondance de fractures de stress et de blessures par avulsion chez Allosaurus fournit la preuve d'un régime alimentaire « très actif » basé sur la prédation plutôt que sur les charognards.
L'omoplate gauche et le péroné d'un spécimen d’A. fragilis catalogué USNM 4734 sont tous deux pathologiques, probablement dus à des fractures guéries. Le spécimen USNM 8367 conserve plusieurs gastralia pathologiques présentant des traces de fractures guéries près de leur milieu. Certaines fractures étant mal cicatrisées et formaient des pseudoarthroses. Un spécimen avec une côte fracturée a été récupéré de la carrière de Cleveland-Lloyd. Un autre spécimen a des côtes fracturées et des vertèbres fusionnées près de l'extrémité de la queue. Un mâle apparemment subadulte de l'espèce A. fragilis présenterait des pathologies étendues, avec un total de quatorze blessures distinctes. Le spécimen MOR 693 présente des pathologies sur cinq côtes, la sixième vertèbre cervicale, les troisième, huitième et treizième vertèbres postérieures, la deuxième vertèbre caudale et son chevron, les gastralia du côté droits, la première phalange manuelle, l'ilium gauche, le troisième et cinquième métatarsien, la première phalange du troisième orteil et la troisième phalange du deuxième. L'ilium a, slon les descriptions, « un grand trou causé par un coup venant d'en haut ». L'extrémité proche de la première phalange du troisième orteil est atteinte d'un involucrum (en).

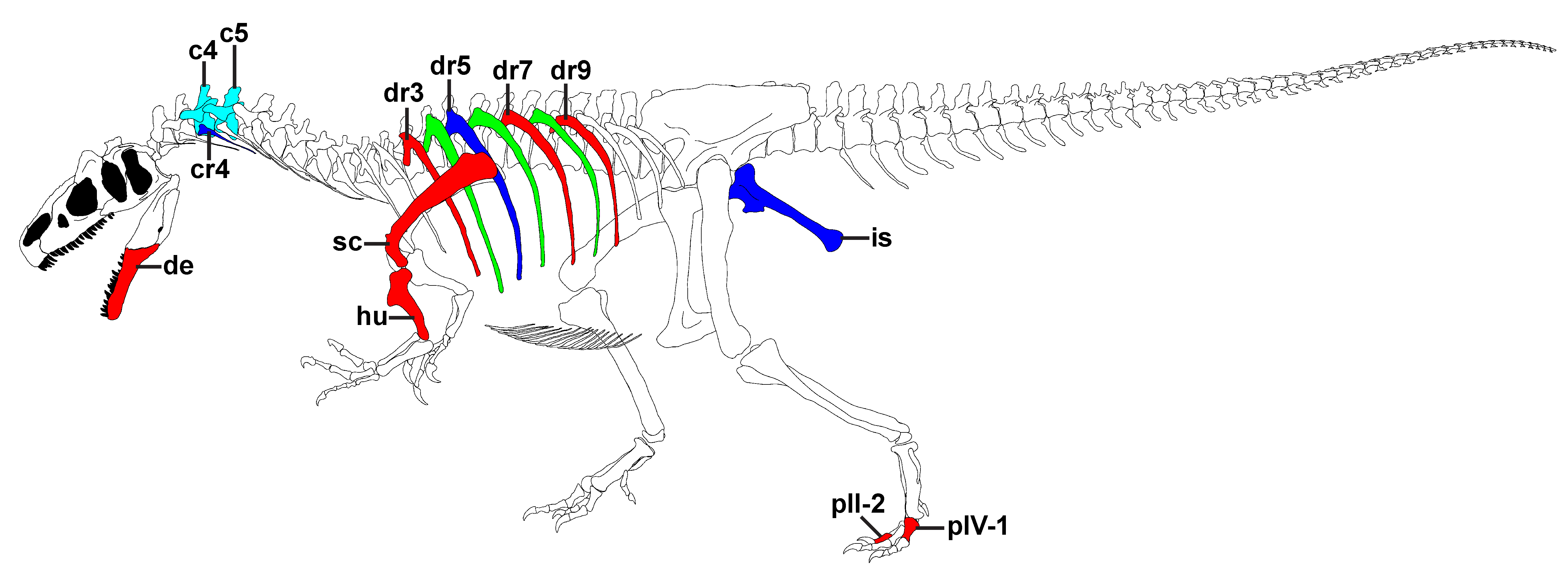
Diagramme squelettique de « Big Al II », montrant les os présentant des pathologies.

D'autres pathologies signalées chez Allosaurus comprennent, :
- Fracture en bois vert sur deux côtes
- Fractures guéries de l'humérus et du radius
- Distorsion des surfaces articulaires du pied, probablement due à l'arthrose ou à des problèmes de développement
- Ostéopétrose le long de la surface endostéale d'un tibia.
- Distorsions des surfaces articulaires des vertèbres caudales, probablement dues à l'arthrose ou à des problèmes de développement
- « Ankylose « néoplasique » étendue des caudales », probablement due à un traumatisme physique, ainsi qu'à la fusion des chevrons au corps vertébral
- Co-ossification du corps vertébral près de l'extrémité de la queue
- Amputation d'un chevron et d'un os du pied, tous deux probablement dus à des morsures
- « Exostoses étendues » dans la première phalange du troisième orteil
- Lésions similaires à celles provoquées par l'ostéomyélite au niveau de deux omoplates
- Éperons osseux dans un prémaxillaire, un ungual et deux métacarpiens
- Exostose d'une phalange du pied possiblement imputable à une maladie infectieuse
- Un métacarpien avec une fracture ronde déprimée

## Paléoécologie

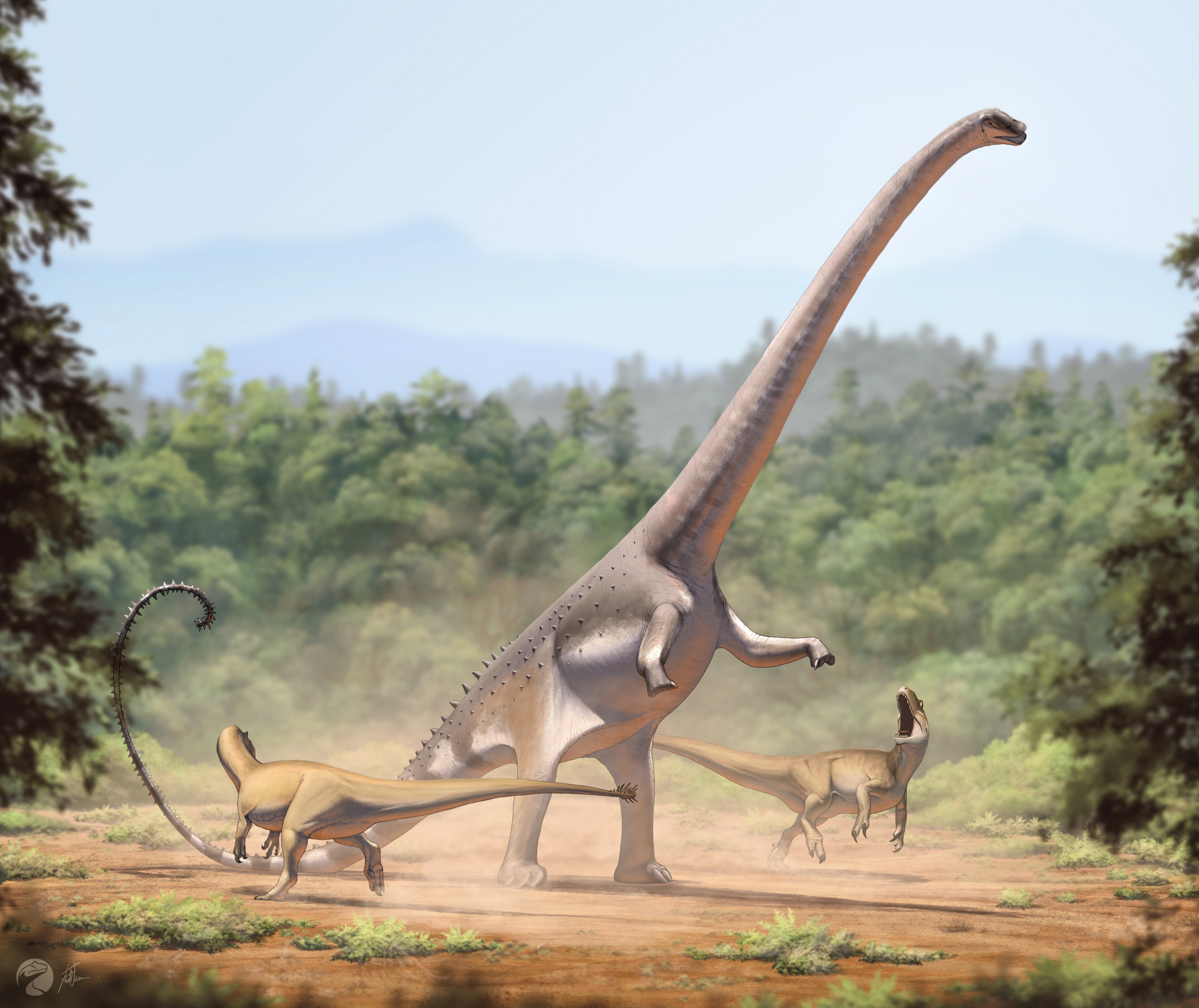
Deux A. fragilis s'attaquant au sauropode Barosaurus

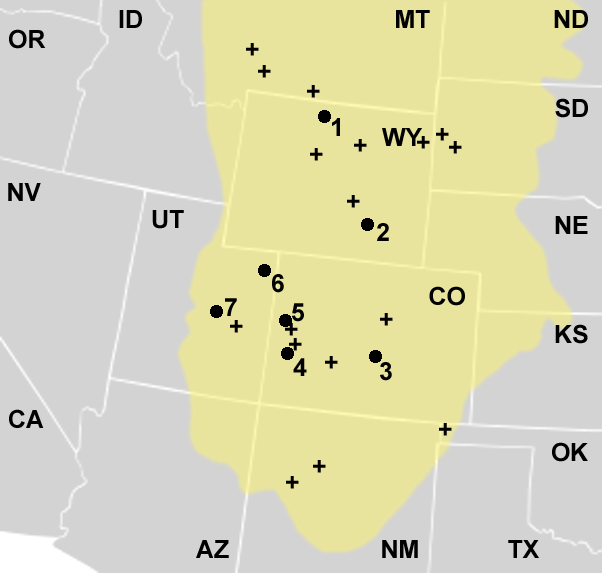
Localisations sur une carte des États-Unis, dans la formation de Morrison (en jaune) des emplacements où ont été découverts des restes d’Allosaurus.

Allosaurus est le théropode le plus courant des vastes étendues de roches fossilifères de l’Ouest américain connues sous le nom de formation de Morrison, représentant à lui seul 70 à 75 % des spécimens théropodes de la région, où il siégeait au plus haut niveau de la chaîne alimentaire. La formation de Morrison semblerait être composée à l’époque de vastes plaines boueuses en saison humide avec un milieu semi-aride en saison sèche, les différences de saisons étant marquées. La végétation allait des cours d'eau bordés de forêts de conifères, de fougères arborescentes et autres fougères, aux savanes de fougères parsemées de rares arbres.
La formation de Morrison est un terrain riche de fossiles, fournissant des restes d’algues vertes, de champignons, de mousses, de prêles, de fougères, de cycas, de ginkgos et de plusieurs familles de conifères. On y a découvert également des fossiles animaux comme des bivalves, des escargots, des poissons à nageoires rayonnées, des grenouilles, des urodèles, des tortues, des sphénodons, des lézards, des crocodylomorphes terrestres et aquatiques, plusieurs espèces de ptérosaures, de nombreuses espèces de dinosaures et de mammaliaformes primitifs comme les docodontes, multituberculés, symmétrodontes et triconodontes. On y a aussi trouvé des dinosaures théropodes comme Ceratosaurus, Ornitholestes et Torvosaurus, les sauropodes Apatosaurus, Brachiosaurus, Camarasaurus, et Diplodocus et les ornithischiens Camptosaurus, Dryosaurus et Stegosaurus. Ont trouve généralement Allosaurus dans les mêmes sites qu’Apatosaurus, Camarasaurus, Diplodocus et Stegosaurus. Les formations portugaises du Jurassique supérieur où ont été trouvés des Allosaurus semblent avoir été similaires à celle de Morrison, mais avec une forte influence marine. La plupart des dinosaures de la formation de Morrison sont les mêmes que ceux observés dans les roches portugaises (principalement Allosaurus, Ceratosaurus, Torvosaurus et Apatosaurus), ou y sont apparentés (Brachiosaurus et Lusotitan, Camptosaurus et Draconyx).

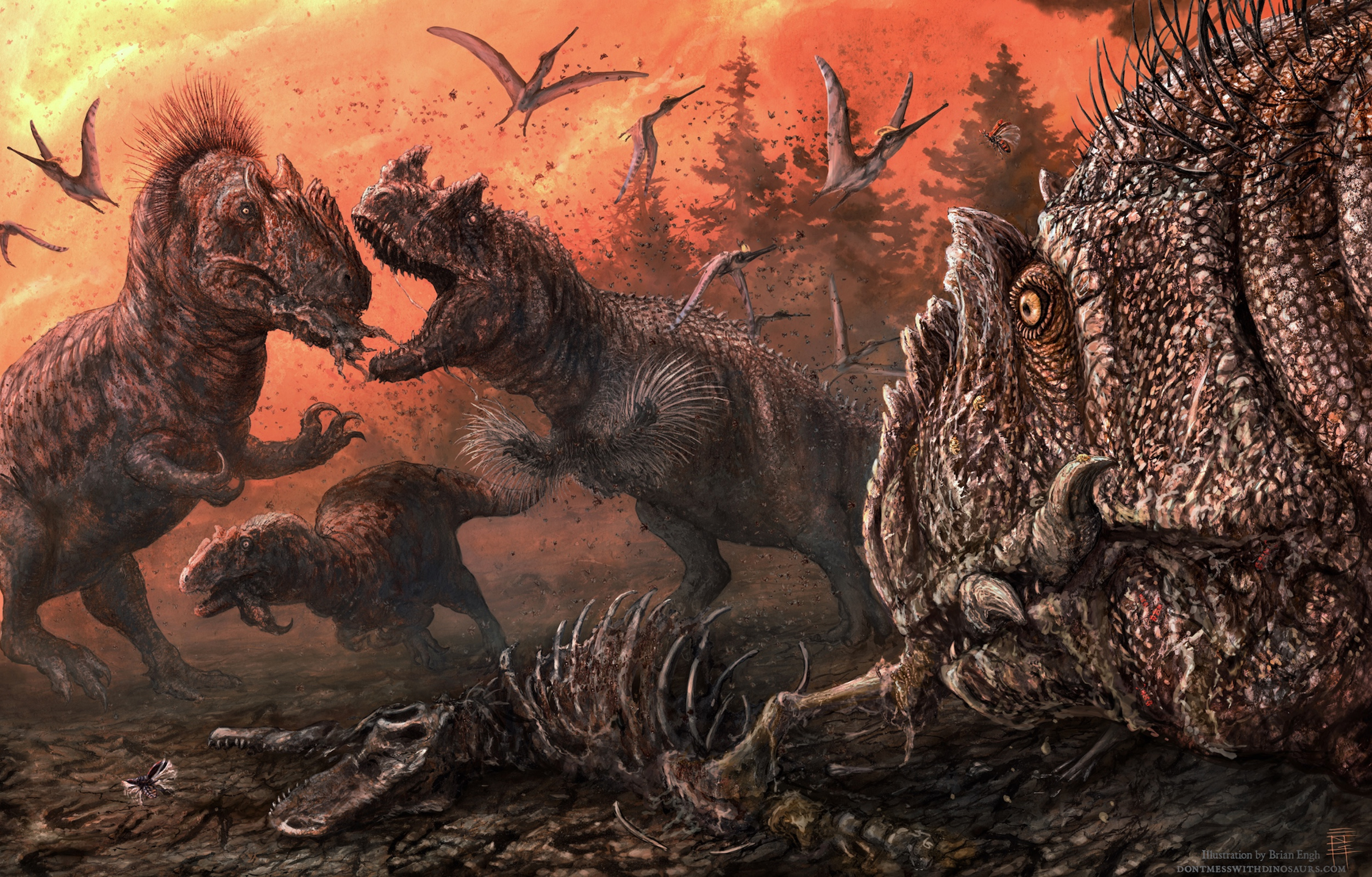
Saison sèche à la carrière de Mygatt-Moore, montrant un Ceratosaurus (au centre) et un Allosaurus se battre pour la carcasse desséchée d'un autre théropode.

Allosaurus a coexisté avec les grands théropodes Ceratosaurus et Torvosaurus tant aux États-Unis qu’au Portugal. En se basant sur l’anatomie et la localisation des fossiles, les trois genres semblent avoir eu des niches écologiques différentes. Cératosaures et torvosaures auraient préféré chasser à proximité des cours d’eau où leur taille plus petite et leur corps plus mince leur aurait donné l’avantage dans les forêts et les sous-bois, alors que les allosaures qui étaient plus massifs, avec des jambes plus longues, donc plus rapides mais moins agiles, sembleraient avoir préféré les plaines de savane. Ceratosaurus, mieux connu que Torvosaurus, différait sensiblement d’Allosaurus en anatomie fonctionnelle en ayant une tête plus haute et plus étroite avec des dents longues et larges. Allosaurus était une proie potentielle pour d’autres carnivores, comme l’illustre un pubis d’allosaure portant la marque d'une dent d’un autre théropode, probablement un Ceratosaurus ou un Torvosaurus. L’emplacement de l’os dans le corps (le long de la base inférieure du torse et partiellement protégé par les cuisses) et le fait qu’il compte parmi les os les plus massifs du squelette indique que l’allosaure en question a été dévoré. Un assemblage osseux dans la carrière Mygatt-Moore du Jurassique supérieur préserve une occurrence inhabituellement élevée de marques de morsure de théropode, dont la plupart peuvent être attribuées à Allosaurus et à Ceratosaurus, tandis que d'autres pourraient avoir été faites par Saurophaganax ou Torvosaurus étant donné la taille des stries. Alors que la position des marques de morsure sur les dinosaures herbivores est compatible avec une prédation ou un accès précoce aux restes, les marques de morsure trouvées sur le matériel d'Allosaurus suggèrent une récupération, soit par d'autres théropodes, soit par un autre Allosaurus. La concentration inhabituellement élevée de marques de morsures de théropodes par rapport à d'autres assemblages pourrait s'expliquer soit par une utilisation plus complète des ressources en saison sèche par les théropodes, soit par un biais de collecte dans d'autres localités.